# Arquitectura islámica

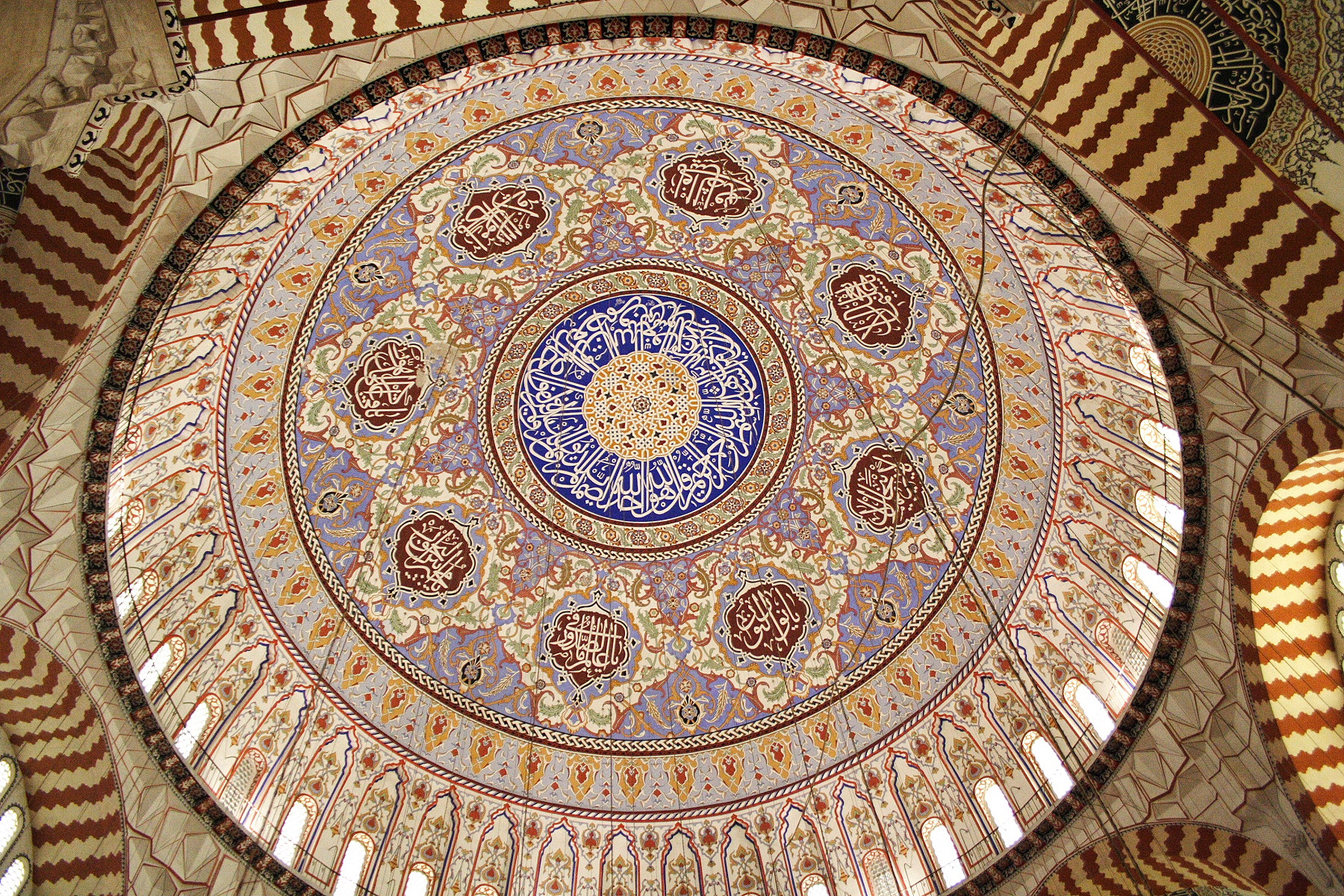
La cúpula de la mezquita de Selim en Edirne.

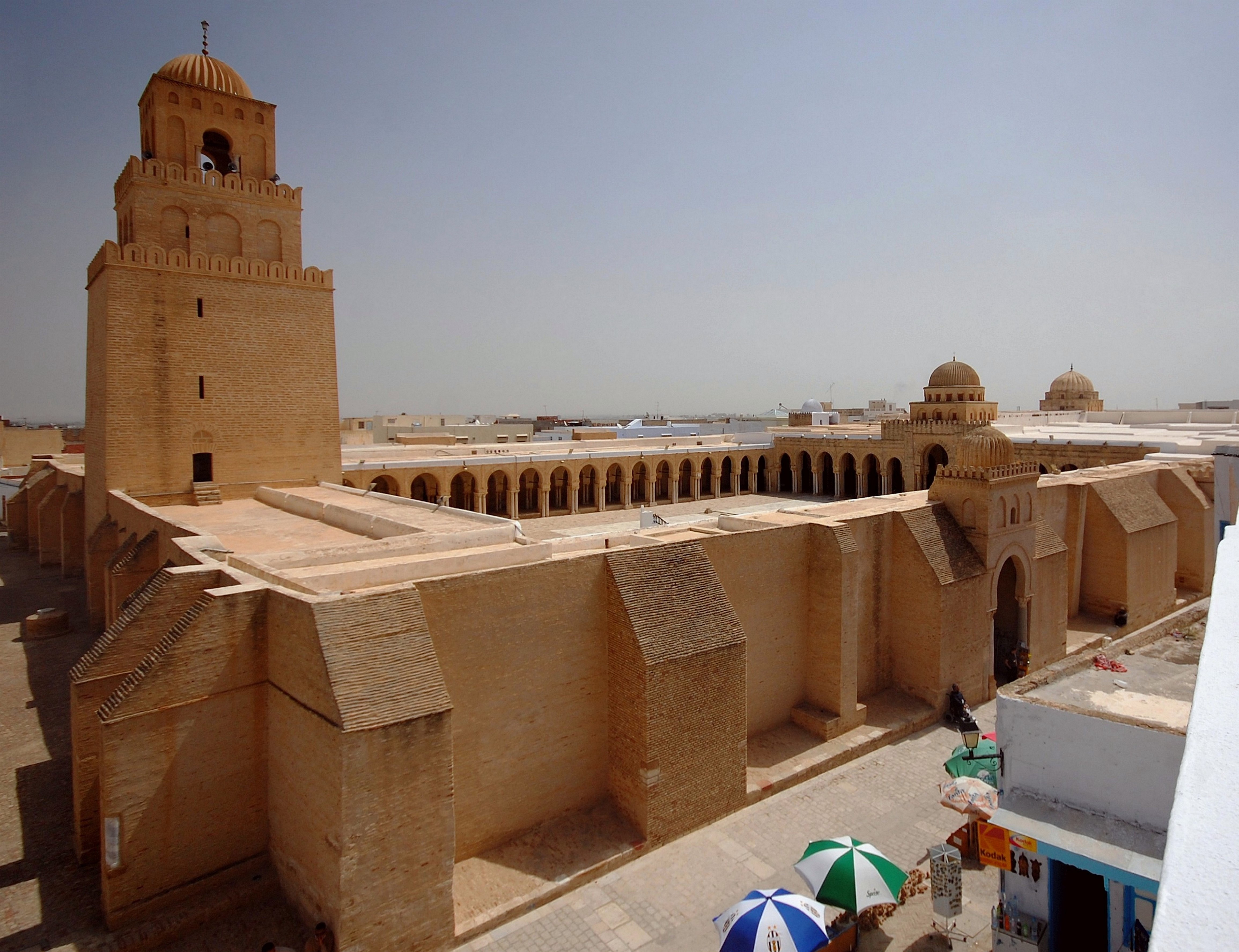
La Gran Mezquita de Kairuán, el más antiguo santuario del Occidente musulmán, es un ejemplo de la arquitectura islámica en África del Norte. La mezquita está situada en Kairuán, Túnez.

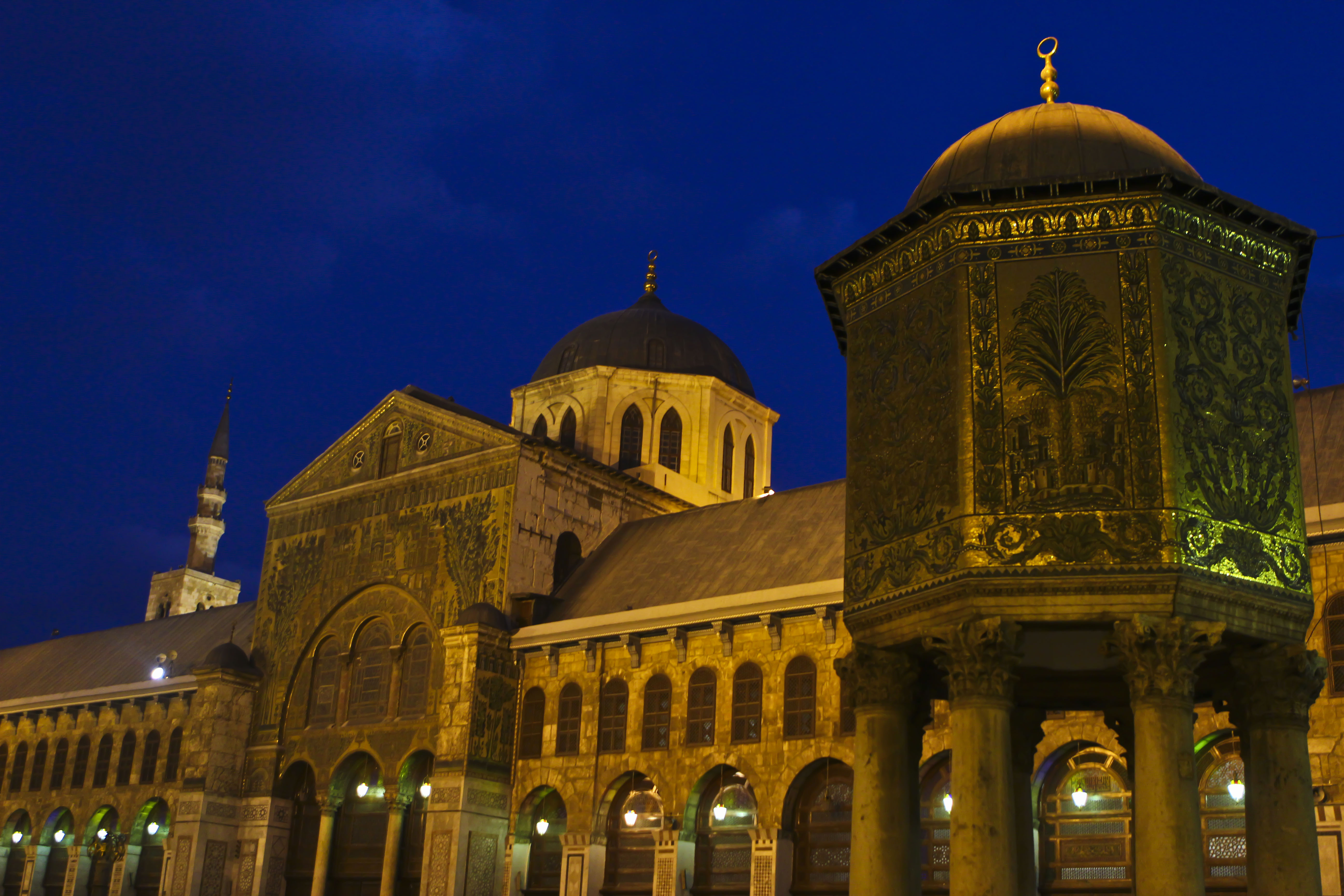
Mezquita de los Omeyas

La arquitectura islámica (en árabe: عمارة إسلامية‎) es un término amplio que agrupa los estilos artísticos propios de la cultura islámica desde los tiempos de Mahoma hasta nuestros días, influyendo en el diseño y construcción de edificios y estructuras por todo el mundo.
Los tipos principales de construcciones de la arquitectura islámica son la tumba, el palacio y el fuerte; aunque también destacan edificaciones de menor importancia como los baños públicos, las fuentes y la arquitectura doméstica.
Se dice que la columna, el arco y la cúpula son la «trinidad» de la arquitectura islámica, ya que las tres juntas son características que le dan belleza y originalidad.

## Historia
En 630 el ejército de Mahoma reconquistó la ciudad de La Meca para la tribu de Quraish. El santuario santo de Kaaba fue reconstruido y dedicado al islam; la reconstrucción fue llevada a cabo antes de la muerte de Mahoma en el año 632 por un náufrago carpintero abisinio en su estilo nativo. Según algunos documentos el primer edificio islámico fue la casa de Mahoma en la ciudad de Medina. Este santuario estuvo entre los primeros trabajos de gran envergadura del islam. Las paredes fueron decoradas con pinturas de Jesús, María, Abraham, profetas, ángeles y árboles. Después las doctrinas del islam a partir del siglo VIII, basados en el Hadiz, prohibieron el uso de ese tipo de imágenes en su arquitectura, especialmente humanos y animales.
Los musulmanes, que en el transcurso de media centuria avanzaron del desierto desde el Hiyaz en Arabia hasta las columnas de Hércules en Occidente y hasta los confines de la India en Oriente, conquistaron países ya civilizados. Sus dominios alcanzaron un área mayor que la del Imperio Romano en la época de su máxima extensión y abarcaron varias naciones cuya arquitectura era diferente de la de Roma y en muchos casos bastante más antigua.
En el siglo VII las fuerzas musulmanas conquistaron extensos territorios. Una vez que se establecían en la región, primero buscaban un lugar donde construir una Mezquita. El diseño simple, basado en la casa del profeta Mahoma, proveyó de elementos que fueron incorporados a las nuevas mezquitas y otras construcciones por los primeros musulmanes, o adaptaron edificios ya existentes como iglesias para su propio uso.

## Influencias y estilos tradicionales

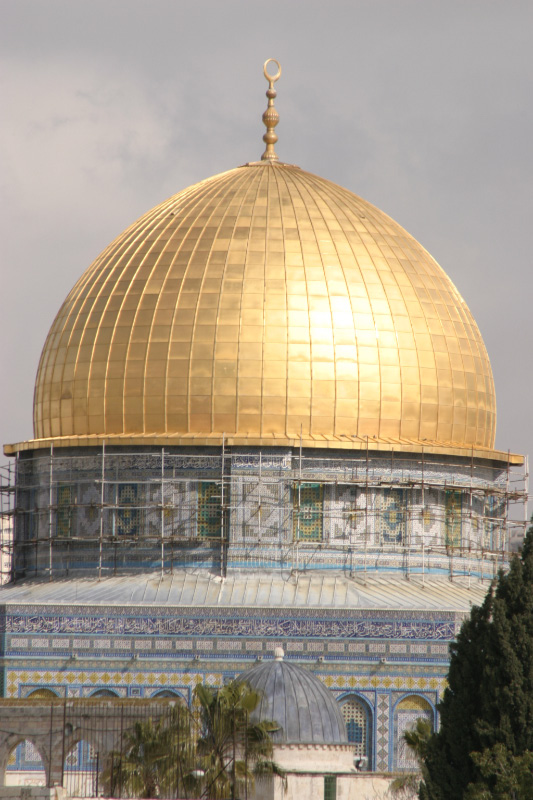
La Cúpula de la Roca es un ejemplo clave de la arquitectura islámica

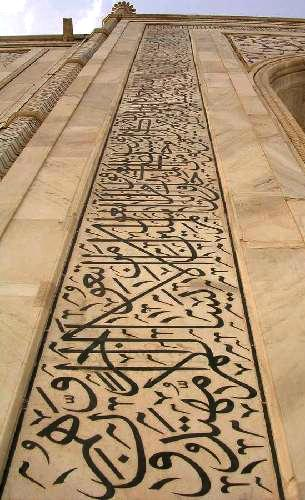
Caligrafía árabe en el gran pishtaq o portal de acceso en el Taj Mahal.

Poco después de la muerte del profeta Mahoma comenzó a desarrollarse un nuevo estilo arquitectónico, el islámico, fácilmente reconocible, formado a partir de los modelos romano, egipcio, persa/sasánida y bizantino. La rapidez de su surgimiento tuvo como hito el año 691 con la finalización de la Cúpula de la Roca (Qubbat al-Sakhrah) en Jerusalén. Este edificio presenta como rasgos distintivos los espacios abovedados, una cúpula de planta circular y el uso de estilizados y repetitivos patrones decorativos (arabescos).
La Gran Mezquita de Samarra en Irak, completada en el año 847, combina la arquitectura de hileras de columnas que se encuentran soportando una base plana sobre la cual descansa un gran minarete espiralado.
La iglesia de Santa Sofía en Estambul, también influyó en el arte islámico al agregar elementos de la arquitectura bizantina en sus propios trabajos. Cuando los otomanos capturaron la ciudad de Bizancio, la convirtieron de basílica a mezquita, aunque ahora es un museo. También dicha iglesia sirvió de modelo para muchas otras mezquitas otomanas como la Mezquita Sehzadey la Mezquita de Süleymaniye.

### Arquitectura persa

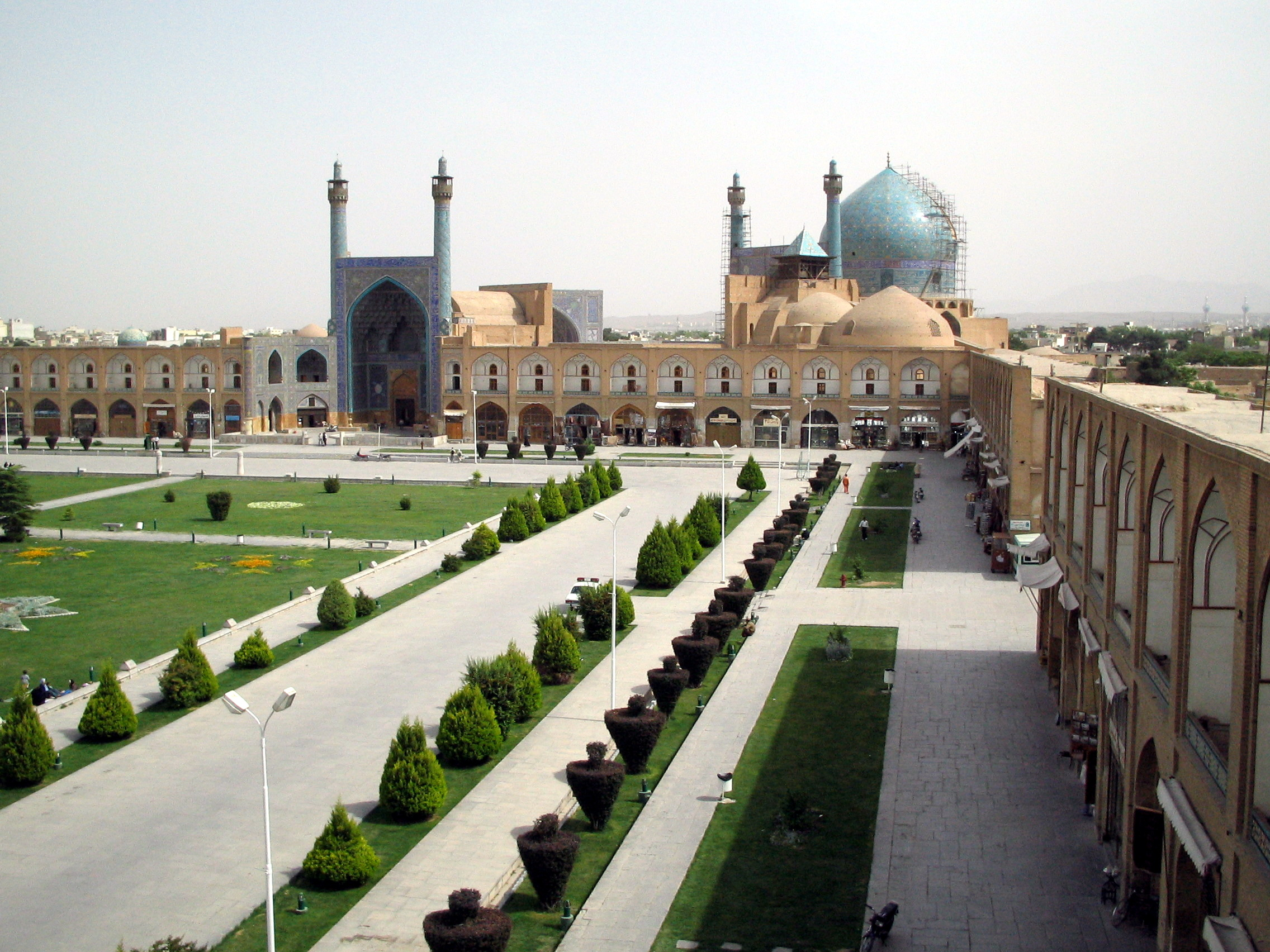
La mezquita del Naghsh-e-Jahan (Imam Jomeini) en Isfahán, Irán

Una de las primeras civilizaciones con quien el islam entró en contacto durante y después de su creación fue con Persia. Debido a su proximidad los primeros arquitectos islámicos no sólo tomaron temporalmente, sino que adoptaron definitivamente las tradiciones y métodos del decadente Imperio sasánida.
Muchas ciudades como Bagdad, por ejemplo, fueron hechas junto a construcciones precedentes como Firuzabad en Persia. De hecho, es sabido que las dos personas contratadas por Al-Mansur para diseñar los planos de la ciudad fueron Naubakht (نوبخت), un antiguo persa seguidor de Zoroastro, y Mashallah (ماشاء‌الله), un antiguo judío de Jorasán, Irán.

### Arquitectura omeya (661-750)
La arquitectura omeya se desarrolló en el Califato omeya entre el 661 y el 750, principalmente en su corazón, en las actuales Siria y Palestina. Se basó extensamente en la arquitectura de otras civilizaciones de Oriente Medio y del imperio bizantino, pero introdujo innovaciones en la decoración y nuevos tipos de construcción, como las mezquitas con mihrab y los alminares.
Fue bajo los omeyas cuando realmente nació la arquitectura religiosa musulmana, empezando por la Cúpula de la Roca. Este monumento tan particular, construido en el lugar del Templo de Salomón, es, según el arqueólogo Oleg Grabar, «el primer monumento que quiso ser una gran creación estética del Islam». También fue bajo los Omeyas cuando se estableció el tipo de mezquita de planta árabe. El arquetipo y obra maestra es la gran mezquita de los Omeyas de Damasco, realizada durante el reinado de al-Walīd I, entre 705 y 715, donde se utilizó por primera vez tanto el mihrab como el nicho que marca la qibla. La disposición de tres naves cubiertas y paralelas al muro de la qibla y la disposición de un gran patio porticado exterior, la hicieron un modelo a seguir en construcciones posteriores. Otros ejemplos incluyen la Gran Mezquita de Kairouan y la Gran Mezquita de Alepo. Algunos de estos edificios reflejan la diversidad cultural y étnica del Califato, como la Gran Mezquita de los Omeyas, en cuya construcción participaron cientos de artesanos griegos, persas, coptos e indios.
También se desarrolla la arquitectura civil, a través de los castillos del desierto. Muchos de ellos se erigieron en las llanuras áridas pero previamente extremadamente verdes y fértiles de Siria. Cumpliendo diferentes funciones (caravasares, residencias de príncipes o gobernadores, etc.), presentan plantas variadas, pero características comunes.
La decoración arquitectónica todavía depende mucho del arquitectura bizantina, como demuestra la frecuente reutilización de columnas antiguas o mosaicos con fondo dorado, a veces realizados por artistas bizantinos, a veces por artesanos locales que los imitaban. La pintura mural también estuvo muy desarrollada, como en Qusair Amra, y se conocen esculturas en estuco, casi las únicas esculturas de bulto redondo en todo el arte musulmán.
- Ejemplos notables de la arquitectura omeya
- Mezquita de Al-Aqsa en Jerusalén.
- Gran Mezquita de Kairuán en Túnez.
- Gran Mezquita de Alepo después de su renovación, destruida en 2013.
- Qasr Kharana, Jordania.

### Arquitectura abasí (750-945)
La arquitectura abasí se desarrolló en el califato abasí entre los años 750 y 945, principalmente en su centro de Mesopotamia. Los abasíes heredaron las tradiciones arquitectónicas persas y después se vieron influidos por los estilos de Asia Central. Desarrollaron estilos propios, sobre todo en la decoración de sus edificios y definieron fundamentalmente la forma y el arte de la arquitectura islámica. Bagdad, entonces centro del mundo islámico, se convirtió en el centro del arte islámico, y el gusto abasí ganó terreno gradualmente en Asia occidental y África del Norte. Fue aquí donde aparecieron por primera vez los intrincados patrones ornamentales que reemplazaron a la representación del hombre y del animal, que luego se convirtió en un sello distintivo de todo el mundo islámico. Aunque los abasíes perdieron el control de gran parte de su imperio después de 870, su arquitectura siguió siendo copiada por los estados sucesores de Irán, Egipto y el norte de África.
A medida que el poder pasó de los omeyas a los abasíes, los estilos cristianos evolucionaron hacia un estilo basado más en la arquitectura sasánida con sus propios elementos iraní-persas. De la arquitectura omeya, construida en piedra y desarrollada principalmente en el Mediterráneo, en Damasco y Jerusalén, se pasó en Oriente a otra basada en el ladrillo de arcilla cocida o secada al sol y cubierto con estuco de yeso tallado o fundido, a menudo pintado.  Probablemente esto se debió a la falta de materia prima.  
Un acontecimiento importante fue la creación o gran ampliación de ciudades que se convirtieron en la capital del imperio. Al-Mansur (r. 754-755), el fundador de la dinastía abasí, estableció en 762 a orillas del Tigris la "Ciudad de la Paz", ahora conocida como Bagdad,  a unos 35 km de la antigua capital sasánida de Ctesifonte. Con su planta estrictamente diseñada para simbolizar el centro del mundo, la ciudad proclamaba la supremacía de la arquitectura islámica. Ciudad amurallada con cuatro puertas, en su centro se encontraba un palacio real con una cúpula dorada y una gran mezquita adjunta. Desafortunadamente, el edificio no ha sobrevivido hasta el día de hoy, pero las descripciones son tan abundantes que casi toda la ciudad se puede reconstruir a partir de ellas. La puerta principal del palacio, la llamada puerta dorada, se abría con un iwán ornamentado. Al-Mansur también planeó la ciudad de Al Raqa, a lo largo del Éufrates. También el califa Al-Mutásim (r. 833-842), decidió fundar en el año 835 una nueva capital a lo largo del Tigris, Samarra, abandonando la vieja capital Bagdad. Fue una respuesta política ante los conflictos creados por la implantación de sus tropas mercenarias, conformadas por mamelucos, como respuesta al peso de las élites árabes en el gobierno abasí. Esta ciudad vio 60 años de trabajo, con hipódromos y cotos de caza. Su principal edificación era el gigantesco palacio Dar-al-Amma o Jawsaq al-Jaqani,cuyos restos se extienden en unas 170 ha al norte de la actual población. 
Debido a la naturaleza seca y remota del entorno, algunos de los palacios construidos en esa época eran paraísos aislados. El palacio-fortaleza de Ujaidir, en medio del desierto, es un buen ejemplo de este tipo de edificio, que tiene establos, viviendas y una mezquita, todos en torno a patios interiores circundantes.
Los abasíes construyeron innumerables grandes mezquitas. Prácticamente regresaron al tipo de las primeras mezquitas con enormes espacios, como la famosa Gran Mezquita de Samarra, construida por el califa  Al-Mutawákkil (r.  847-861) entre 849 y 852 que era el lugar de culto más grande del Islam, con una planta de 156 x 240 m, una muralla de ladrillo y 21 accesos. La sala de oración de varias naves estaba cubierta con un techo con estructura de madera. Hoy solo se conservan los muros de la cerca y algunos de los cientos de pilares. La rica decoración interior de la gran mezquita está relacionada con motivos cristianos, bizantinos y partidistas. El minarete es realmente especial: una rampa en espiral se eleva más de 50 m alrededor de una torre cilíndrica que se va estrechando, y que está relacionada con los zigurats asirios y babilónicos.
Otras mezquitas de esta época, como la  mezquita de Ibn Tulun, en El Cairo, y la Gran Mezquita de Kairuán en Túnez, aunque finalmente se construyeron durante la dinastía Omeya, fueron renovadas sustancialmente en el siglo IX. Estas renovaciones, tan extensas que aparentemente serían reconstrucciones, se realizaron en los confines del mundo musulmán, en una zona que controlaban los aglabíes; sin embargo, los estilos utilizados fueron principalmente abasí.  La mezquita cairota de Ibn Tulun es el mejor ejemplo del tipo iraní de mezquitas de salón. Fue construida  por Ahmad ibn Tulun, gobernador de Egipto (r. 868-884) y fundador de la dinastía casi independiente de los Tuluníes, en la parte norte de la entonces capital Fustat (hoy parte de El Cairo) donde hizo construir un nuevo barrio.
Mesopotamia solo tiene un mausoleo sobreviviente de esta época, en Samarra, rematado con una cúpula octogonal que es el lugar de descanso final de al-Muntasir. Fueron pocas las innovaciones y estilos nuevos, como el arco de cuatro centros y la cúpula erigida sobre trompas. Desafortunadamente, mucho se perdió debido a la naturaleza efímera del estuco y de los azulejos vidriados.
- El palacio del desierto de Ujaidir (775) se encuentra a casi 200 km al sur de Bagdad. Originalmente tenía tres pisos.
- La mezquita de Ibn Tulun (876-879), el mejor ejemplo del tipo de mezquita iraní de salón, es un ejemplo de arquitectura abasí construido por el gobernador abasí Ahmad ibn Tulun (El Cairo)
- Palacio de Qasr al-'Ashiq (877-882) de principios de la época abasí, encargado por el califa Al-Mu'tamid, situado cerca de Samarra.
- Madrasa al-Mustansiriya (1233), construida por el califa Al-Mustansir, gran amante de la ciencia y la educación, fue uno de los edificios más grandes de su tipo en el Islam, con una planta de 106x48 m.

### Arquitectura hispano-islámica
La arquitectura islámica como toda su producción artística es ecléctica. Los edificios suelen tener poca altura y están en armonía con el paisaje. Los materiales utilizados en las construcciones son pobres, como el ladrillo, yeso, la madera (cal, polvo de mármol y yeso), que al estar trabajados con gran maestría, producen una sensación muy bella. Es una arquitectura en la que se aprecia un gran contraste entre la apariencia exterior sencilla y simple, y los interiores ricamente decorados. Hablar de arquitectura islámica, es hablar preferentemente de espacios cúbicos en los que sobresalen unas semiesferas, las cúpulas en conjunto con el uso de elementos sustentantes, columnas y pilares que son esbeltos, ya que las techumbres que soportan son ligeras. Destacadamente, la reutilización de elementos de iglesias visigodas se transformaron en mezquitas, lo que implicó la adopción y transformación del arco de herradura, además de los arcos polilobulados y los arcos de herradura apuntados.
Los monumentos más importantes que se han conservado son la Mezquita de Córdoba y la Alhambra de Granada. El arte musulmán tomaba incluso influencias romanas, reflejadas, por ejemplo, en la Mezquita de Córdoba: en su construcción, comenzada en el año 785 y que marcó el comienzo de la arquitectura islámica en la península ibérica, se emplearon columnas romanas y visigodas y sus arcadas, al alternar los colores rojo y blanco, recuerdan las del acueducto romano de Mérida; la misma se construyó aprovechando materiales antiguos e incorporando el arco de herradura doble como solución frente al atirantado.  La arquitectura andalusí llegó a su cima con la construcción de La Alhambra, el magnífico palacio real nazarí, palacio-fortaleza de Granada, con su espacio abierto y fresco adornado en rojo, azul y dorado; las paredes están decoradas con estilizados motivos de follajes, inscripciones en árabe, y diseños con arabescos, con paredes cubiertas de azulejos vidriados.
Muy vinculados al arte andalusí están dos peculiares estilos artísticos de la Edad Media española: el arte mozárabe (el de los cristianos bajo dominio musulmán, o emigrados desde al-Ándalus a los reinos cristianos del norte, donde influyeron de forma notable en el prerrománico local) y el arte mudéjar (el de los musulmanes bajo dominio cristiano, muchos de ellos especializados en artesanías de la construcción –albañiles, carpinteros, estuquistas–, que caracterizó estilos híbridos denominados románico-mudéjar y gótico-mudéjar, y dejó una gran influencia en estilos de transición al renacimiento español —hispanoflamenco, plateresco, isabelino o «estilo Reyes Católicos» y «estilo Cisneros». Uno de los  mejores ejemplos del duradero impacto morisco es el Real Alcázar de Sevilla.
Hasta 1492, en que desaparece el reino nazarí de Granada, en al-Ándalus se mantuvieron unas condiciones culturales peculiares que lo diferenciaron tanto del islam oriental como del arte europeo. Pero, al mismo tiempo, esa singularidad geográfica y cultural constituyó uno de los factores que repercutieron decisivamente en el despertar de Europa tras los siglos de desunión y letargo que siguieron a la caída del Imperio Romano de Occidente y las invasiones bárbaras.
La arquitectura islámica española tiene gran importancia como creadora de formas originales, por el papel que desempeña en la difusión de formas y técnicas orientales en la arquitectura cristiana occidental. De hecho al-Ándalus se convierte en un puente cultural entre oriente y occidente.
- Ejemplos de arquitectura hispanomusulmana
- Sala hipóstila de la mezquita de Córdoba (786-siglo XVI), mejor ejemplo de la arquitectura califal
- Salón Dorado de de La Aljafería, el palacio que mandó erigir el rey Al-Muqtadir en 1065, ejemplo de arte taifa.
- Parte sur del patio del Yeso (fin del siglo XII), uno de los pocos restos almohades que conserva el Real Alcázar de Sevilla.
- Patio de los Leones (1377-1390) en la Alhambra de Granada, ejemplo de arte nazarí.
- Cimborrio mudéjar de la catedral de Teruel.

### Arquitectura fatimí (909-1171)
La arquitectura fatimí es el estilo arquitectónico que se desarrolló en el califato fatimí bajo la dinastía homónima de los fatimíes, que reinaron en el Norte de África, en Ifriqiya y después en Egipto, entre 909 y 1171. Fue una de las pocas dinastías chiitas del mundo islámico y la única cuyos miembros ostentaban el título de califa. Enfrentados a los abásidas, que reinaban en Irak, dieron lugar a una importante producción artística favorecida por esa competencia entre ambas dinastías, embarcándose en la construcción de palacios lujosos, sus mayores logros arquitectónicos, que se conocen solamente gracias a descripciones escritas. Varios de los edificios que se conservan —tumbas, mezquitas y murallas que se encuentran principalmente en El Cairo— tienen elementos originales fatimíes, a pesar de que fueron modificados y reconstruidos en épocas posteriores. 
Combinaba elementos de la arquitectura oriental y de la occidental, inspirándose en las tradiciones norteafricanas y en la arquitectura abasí, bizantina y copta. Fusionó los primeros estilos islámicos con la arquitectura medieval del sultanato mameluco de Egipto, introduciendo importantes innovaciones, como el arco en quilla y las pechinas de las cúpulas. Usaron generalmente pórticos, domos sobre mihrabs y qiblas y fachadas ornamentadas con iconografías y decoraciones de estuco. El grabado en madera de las puertas e interiores fue delicado y detallado. Sus mezquitas seguían un esquema de planta hipóstila, con un patio central rodeado por arcadas; también construyeron mausoleos, siendo el mashad, un altar que conmemora a un descendiente del profeta Mahoma, un tipo característico de su arquitectura.
Sus mayores logros se erigieron en sus principales ciudades: en Mahdía (909-948) —con la Gran Mezquita, finalizada en 916—, en Al-Mansuriya (948-973) y en Al-Qahira (973-1169), hoy la vieja ciudad de El Cairo en la ribera oriental del río Nilo, que fue el gran centro de su actividad, donde se erigieron muchos palacios, mezquitas y otros edificios. Algunos ejemplos notables cairotas son las mezquitas de al-Azhar (969-973) —la espléndida, la primera mezquita congregacional fundada a la vez que la ciudad y que, junto a su institución adyacente de aprendizaje superior (la Universidad de al-Azhar), se convertiría en el centro espiritual del ismailismo chií—, la de Al-Hakim (996-1013) —que jugó un rol muy importante en las procesiones y ceremonias que enfatizaron los roles religiosos y políticos del califa—, la de Lulua (1015-1016), la de Yuyushi (acabada en 1085) y la de Aqmar (acabada en 1125). Al-Aziz Billah (r. 975-996) es generalmente considerado el mayor constructor fatimí, y se le reconocen al menos trece hitos importantes, como el palacio Dorado, la mezquita de El Cairo, una fortaleza, un belvedere, un puente y unos baños públicos.
Tres puertas monumentales de la era fatimí en El Cairo, construidas bajo las órdenes del visir  Badr al-Jamali (r. 1073-1094), han sobrevivido: Bab al-Nasr (1087), Bab al-Futuh (1087) y Bab Zuwayla (1092). A pesar de que han sido alteradas, tienen características de arquitectura bizantina, con pocas trazas de la tradición islámica oriental.
Recientemente ha surgido un estilo neo-fatimí, utilizado en restauraciones o en la edificación revival de mezquitas chiitas modernas por Bohra Da'udí, que supuestamente continúa la arquitectura fatimí original.
- Patio de la Gran Mezquita de Mahdía (acabada en 916)
- Patio de la mezquita de al-Azhar (969-973), El Cairo
- Minarete de la  mezquita Al-Hakim (996-1013), El Cairo
- La sala de oración de la mezquita Salih Talai , con contornos de estuco caligráfico alrededor de los arcos y vigas de madera talladas de la época fatimí.
- Puerta de Bab Zuwayla (1092), El Cairo

### Arquitectura selyúcida (siglosXI-XIII)
La arquitectura selyúcida comprende las tradiciones de construcción utilizadas por la dinastía selyúcida, cuando gobernó la mayor parte de Oriente Medio y Anatolia durante los siglos XI al XIII. El Gran Imperio selyúcida (siglos XI-XII) contribuyó significativamente a la arquitectura iraní y de las regiones circundantes, introduciendo innovaciones como el diseño simétrico de cuatro iwanes y la primera creación generalizada de madrasas patrocinadas por el estado. Sus edificios se construyeron generalmente en ladrillo, decorándolos usando aparejos, tejas y estuco tallado.
Después del siglo XI, los selyúcidas de Anatolia emergieron del Gran Imperio selyúcida desarrollando su propia arquitectura, más ecléctica e influida por las tradiciones arquitectónicas armenia, bizantina e iraní. A diferencia de la anterior arquitectura selyúcida del este, sus edificios generalmente se construyeron en piedra y presentaban una importante decoración tallada en piedra, así como una decoración de azulejos.. Si bien el sultanato selyúcida declinó y terminó a finales del siglo XIII, su arquitectura continuó floreciendo y diversificándose bajo estados más pequeños, los beylicatos de Anatolia, que incluían a los primeros otomanos.
- Cúpula de Taj al-Mulk en la Mezquita del Viernes de Isfahán (1088-1089)
- Gran Mezquita de Divrigi (1228-1229)
- Madrasa Çifte Minareli  en Erzurum (c. 1250)

### Arquitectura mameluca (1250-1517)
La arquitectura mameluca corresponde al estilo de arquitectura islámica que floreció durante el reinado del sultanato mameluco (1250-1517), desarrollado especialmente en El Cairo medieval donde todavía es visible. Estaba fuertemente influenciada por la arquitectura del antiguo Egipto y por la arquitectura copta. El fervor religioso hizo de los gobernantes mamelucos generosos mecenas de la arquitectura y del arte. El comercio y la agricultura florecieron bajo el dominio mameluco, y El Cairo, su capital, se convirtió en una de las ciudades más ricas del Cercano Oriente y en el centro de una fuerte actividad artística e intelectual. Eso hizo que la ciudad fuera, en palabras del historiador y filósofo Ibn Jaldun (1332-1406), «el centro del universo y el jardín del mundo», con majestuosas cúpulas funerarias, patios y altísimos minaretes repartidos por toda la ciudad, que se respetaban como símbolos de conmemoración y culto.
La historia de los mamelucos se divide en dos períodos basados en dos líneas dinásticas: los mamelucos bahrí (1250-1382) de origen kipchak de Rusia meridional, llamados así por la ubicación de sus cuarteles en el Nilo, y los mamelucos buryí (1382-1517) de origen circasiano, que estuvieron acuartelados en la ciudadela.
El reinado de los bahri definió el arte y la arquitectura de todo el período mameluco. Sus artes decorativas —especialmente el vidrio esmaltado y dorado, la metalistería con incrustaciones, la artesanía y ebanistería en madera y los textiles—, fueron apreciadas en todo el Mediterráneo y en Europa, donde tuvieron un profundo impacto en la producción local. La influencia de la cristalería mameluca en la industria del vidrio veneciano es solo uno de estos ejemplos.
El reinado del aliado y sucesor de Baibars, al-Mansur Qalawun (r. 1280-1290), inició el mecenazgo de las fundaciones públicas y piadosas que incluían madrasas, mausoleos, minaretes y hospitales. Dichos complejos, bien dotados financieramente, no solo aseguraban la supervivencia de la riqueza del patrono —que podría peligrar debido a los problemas legales relacionados con la herencia y la confiscación de las fortunas familiares—sino que también perpetuaban su nombre. Además del complejo de Qalawun, otros empeños importantes de los sultanes bahrí fueron los de An-Nassir Muhammad ibn Qalawun (1295–1304), así como el inmenso y espléndido complejo de Hasán (comenzado 1356).[cita requerida]
Los sultanes buryí siguieron las tradiciones artísticas establecidas por sus predecesores bahríes. Sus textiles y alfombras fueron muy apreciados en el comercio internacional. En arquitectura, las fundaciones piadosas públicas continuaron siendo favorecidas. Los principales proyectos en el período temprano buryí en Egipto fueron los complejos emprendidos por Barquq (r. 1382-1399), Faraj (r. 1399-1412), Mu'ayyad Shaykh (r. 1412-1421) y Barsbay (r. 1422 -1438).[cita requerida]
En las provincias orientales del Mediterráneo, el lucrativo comercio de textiles entre Irán y Europa ayudó a reavivar la economía. También fue significativa la actividad comercial de los peregrinos que se dirigían a La Meca y a Medina. Se erigieron grandes almacenes, como el Khan al-Qadi (1441), para satisfacer el aumento del comercio. Otras fundaciones públicas en la región fueron las mezquitas de Aqbugha al-Utrush (Aleppo, 1139-1410) y Sabun (Damasco, 1464), así como la madrasa Jaqmaqiyya (Damasco, 1421).[cita requerida]
En la segunda mitad del siglo XV, las artes prosperaron bajo el patrocinio de Qaitbey (r. 1468-1496), el más grande de los últimos sultanes mamelucos. Durante su reinado, los santuarios de La Meca y Medina fueron ampliamente restaurados. Las principales ciudades fueron dotadas con edificios comerciales, fundaciones religiosas y puentes. En El Cairo, el complejo de Qaitbey en el Cementerio del Norte (1472-1474) es la edificación más conocida y admirada de ese período.
La construcción continuó bajo el último sultán mameluco, al-Ashraf Qansuh al-Ghawri (r. 1501-1517), quien encargó su propio complejo (1503-1505); sin embargo, los métodos de construcción reflejaban las finanzas del estado. Aunque el reino mameluco pronto se incorporó al Imperio otomano (1517), la cultura visual mameluca continuó inspirando tradiciones artísticas islámicas y otomanas.[cita requerida]
- Mihrab del mausoleo de Sultan Baybars (1277-1281), en Damasco
- Interior del complejo Qalawun (terminado en 1283), El Cairo
- Mezquita de al-Nasir Muhammad (construida en 1318 y modificada en 1335) en la Ciudadela de El Cairo
- Interior de un mausoleo en la  Khanqah-Mezquita de Faraj ibn Barquq (1400-1411)
- Wikala del sultán al-Ghurii (1505), ejemplo de un caravanserai urbano en El Cairo

### Arquitectura timúrida (1370-1507)
La arquitectura timúrida fue una etapa importante en la historia arquitectónica de Irán y Asia Central durante finales del siglo XIV y el siglo XV. El Imperio timúrida (1370-1507), fundado por Timur (también llamado Tamerlán) (m. 1405) y que conquistó la mayor parte de esta región, supervisó un renacimiento cultural.
La arquitectura timúrida se inspiró y desarrolló muchos cánones arquitectónicos y técnicas constructivas de los selyúcidas. La dinastía timúrida patrocinó la construcción de palacios, mausoleos y monumentos religiosos por toda la región. Los azulejos turquesa y azul, que formaban intrincados motivos lineales y geométricos, a menudo decoraban las fachadas de los edificios. A veces, el interior estaba decorado de manera similar, con pinturas y relieves en estuco que proporcionaban un embellecimiento adicional. La arquitectura timúrida fue el pináculo del arte islámico en Asia central. Los espectaculares y majestuosos edificios erigidos por Tamerlán y por sus sucesores en Samarcanda y en Herat ayudaron a difundir la influencia de la escuela de arte del Ilkhanato en la India, dando lugar así a la famosa escuela de «arquitectura mogola».
El primer ejemplo cronológico de arquitectura timúrida fue el mausoleo de Ahmed Yasawi, en la actual Kazajistán, mientras que uno de los mayores fue el mausoleo de Tamerlán, ubicado en la capital del imperio. Este último edificio, del siglo XIV está cubierto con «teselas persas turquesas».
 Cerca, en el centro de la ciudad antigua, se puede ver la «madraza de estilo persa» (escuela religiosa) y la «mezquita de estilo persa» de Ulugh Beg. Los mausoleos de los príncipes timúridas, con sus cúpulas turquesas y azules, siguen estando entre las manifestaciones más finas y exquisitas de la arquitectura persa. La simetría axial es una característica de todas las principales edificaciones timúridas, sobre todo la Shah-i-Zinda en Samarcanda, el complejo Musallah en Herat y la mezquita de Goharshad en Mashhad. Abundan las cúpulas dobles de varias formas, mientras que los exteriores están adornados con colores brillantes. El dominio de Tamerlán sobre la región fortaleció la influencia de su capital y la arquitectura persa en la India. 
La mezquita verde de Balkh, construida en 1422, y el complejo de la mezquita Änew, terminado entre 1455-1456, representan algunas de las obras más importantes del período medio timúrida: desafortunadamente solo sobreviven restos de esta última, ya que fue destruido por un terremoto en 1948. Una de las obras más importantes de la fase tardía es el mausoleo de Ishratkhana, construido entre 1460 y 1464 para la sepultura de las mujeres de la dinastía timúrida a instancias de una de las esposas de Abu Sa'id. Realizado entre 1460 y 1502 en la ciudad de Gazni para el hijo de Ulugh Beg, Abdu Razzaq, el mausoleo fue considerado por John D. Hoag como un precursor de la estructura arquitectónica del Taj Mahal, tanto con referencia a la parte central en el centro como a las secciones laterales asociadas.
Se puede encontrar información de gran interés sobre los palacios timúridas en fuentes históricas y diarios de viaje. Además de la información sobre el Palacio Azul construido por Tamerlán en Samarcanda, se hace referencia a las obras realizadas en las ciudades de los alrededores, como Naqsh-e jahàn, Bagh-e Chenar (a las puertas de Samarcanda), Bāgh-i Zāghān (en Herat) y Bagh-i Dilgush. Los jardines creados en el período timúrida sobrevivirán a la caída del imperio, estableciéndose también durante el paréntesis mogol. Los restos del palacio de Shahrisabz, Aq Saray, también descritos en escritos contemporáneos, han sobrevivido hasta nuestros días.
- La mezquita Bibi-Khanym
- El Mausoleo de Tamerlan (o Gur-e Amir)
- Mausoleo de Khoja Ahmad Yasavi ( Patrimonio de la Humanidad     (2003))
- Mezquita de Goharshad

### Arquitectura safávida (1501-1732)
La arquitectura safávida corresponde al estilo de arquitectura islámica que floreció durante el reinado de la dinastía safávida que gobernaron Persia, al este del Imperio otomano, entre 1501 y 1732. Este período, económicamente robusto y políticamente estable, vio como la arquitectura tradicional evolucionaba en sus patrones y métodos, dejando su huella en la arquitectura de los siguientes períodos (continuó hasta el final del reinado Qayar). Fueron los últimos soberanos que promovieron un arte nacional «persa» y destacaron en la planificación urbana de Isfahán: sus palacios son verdaderas joyas que destacan en verdeantes parques trazados según perspectivas precisas, mientras la larga avenida monumental de Chaharbagh (o 'avenida de los Cuatro Jardines', de 3 km) articula la ciudad.  
Isfahán recuperó su importancia a partir de 1598 cuando el sah Abás el Grande (r. 1588-1629) trasladó su capital desde la noroccidental Qazvín a la meseta central iraní, a una altitud de 1500 m, en el sitio de la antigua capital elamí Aspandana helyén, fertilizada por el río Zayandeh ('el río que da vida'), un oasis de cultivo intenso en medio de una vasta área de paisaje árido. Alejaba su capital de cualquier ataque futuro de los otomanos y de los uzbecos, y al mismo tiempo obtenía más control sobre el golfo Pérsico, que recientemente se había convertido en una importante ruta comercial para las compañías de las Indias Orientales neerlandesas y británica. Antes de su ascenso, Persia tenía una estructura de poder descentralizada, en la que diferentes instituciones luchaban por el poder, incluidos los militares (los Qizilbash) y gobernadores de las diferentes provincias que conformaban el imperio. El sha Abbás quería acabar con tal estructura política y la recreación de Isfahán como gran capital del país fue un paso importante para centralizar el poder.
Inició lo que se convertirá en uno de los mejores programas de la historia iraní, reconstruyendo y transformando la nueva capital en una de las ciudades más grandes y hermosas del mundo del siglo XVII. El arquitecto principal de la colosal tarea de planificación fue Shaykh Bahai (Bahā al-dīn al-Āmilī), quien centró el programa en dos características clave: la avenida Chaharbagh, de cuatro kilómetros de longitud, flanqueada a cada lado por todas las instituciones prominentes de la ciudad y las residencias de los dignatarios extranjeros, y la plaza de Naqsh-e Yahán ('Ejemplo del mundo') en su centro, de 507 m de largo y 158 m de ancho, rodeada por una fila de bazares (Abbas reunía los tres principales poderes en su patio trasero: el clero, representado por la mezquita real, los comerciantes, en el Bazar Imperial, y su propio poder, que residía en el palacio de Ali Qapu).. La mezquita del jeque Lotf Allah (1603-1618) fue erigida sobre una planta cuadrada simple. No tendría importancia arquitectónica, pero con su loza azul y verde extremadamente rica, es una de las joyas de la arquitectura islámica oriental. Similar, y al otro lado del Maidan (debido a la orientación de la kibla), la mezquita del Shah (1612-1630), construida asimétricamente en contacto con una esquina, es un poco más sobria en su decoración. Abás introdujo políticas para desarrollar la participación iraní en el comercio de la Ruta de la Seda y muchos artesanos turcos, armenios y persas fueron reasentados a la fuerza en la ciudad para asegurar su prosperidad.
Con más de 160 mezquitas, 40 madrasas, 1800 caravanseráis y 270 baños públicos, la ciudad fue habitada por aproximadamente un millón de personas durante la época de Abás el Grande. El gran bazar de Isfahán también es único en el mundo islámico, cubre aproximadamente treinta kilómetros cuadrados y arquitectónicamente sirve como entrada a la gran plaza central, Maidan (plaza principal). Los pabellones y palacios con jardines, así como la propia arquitectura de los jardines, fueron de particular importancia en la arquitectura safávida. Se construyeron lujosos pabellones en el jardín del Palacio Real. Según William Cleveland y Martin Bunton, el establecimiento de Isfahán como la gran capital  y el esplendor material de la ciudad atrajo a intelectuales de todos los rincones del mundo, lo que contribuyó a la rica vida cultural de la ciudad. Los impresionantes logros llevaron a sus habitantes a acuñar su famoso alarde, «Isfahán es la mitad del mundo».
El más conocido es el palacio de Chehel Sotún (1647) ('palacio de los Cuarenta Pilares') en el distrito palaciego en el eje de Maidan, que proclama la gloria de Abás el Grande en su decoración interior. El diseño de las columnas evoca elementos de Persia, y sus pedestales están estampados con leones apoyados unos contra otros. Su entrada abovedada, con el interior decorado con espejos venecianos y murales en miniatura lo hacen especial. Fue erigido en 1647 por Abás II (r. 1642-1666) y luego reconstruido después del incendio de 1706. La ornamentación de figuras no era ajena a la forma descrita por los artistas safávidas. La tumba de Said Shah está adornada con una pasión de imanes chiitas, lo que, según los sunitas, habría sido un sacrilegio inimaginable. El arquitecto jefe de la ciudad es el polihistor, un ingeniero experto en las artes, Ella era Sheikh Bahrá ad-Dín Muhammad Amili. Un palacio secular igualmente hermoso es el palacio jardín de dos pisos llamado Hasht Bihisht ('Ocho cielos') erigido en 1669 por Solimán I de Persia.
Los safávidas también crearon algo nuevo en el campo de la arquitectura de puentes, con una implementación bien pensada de los aspectos artísticos y de ingeniería. Desde el palacio de Chehel Sotún, una hilera de plátanos de tres kilómetros conduce al puente de Allahverdi (o Si-o-se Pol). Una solución arquitectónica excepcional es el puente Khaju (?-1650) sobre el río Zayandeh. Como el río no era navegable, no hubo que tener en cuenta el tráfico de barcos y son lo suficientemente anchos para dar cabida tanto a caravanas como a peatones. Los arquitectos de puentes demostraron un tremendo ingenio en la construcción de presas y sistemas de compuertas de una manera armoniosa y visualmente emocionante, mientras que los puentes ayudaban a controlar y dirigir el flujo de agua para regar tierras de cultivo y jardines.
- Edificios en Isfahán
- Entrada y cúpula de la mezquita del jeque Lotf Allah (1603-1618)
- Entrada del Gran Bazar (1620)
- Iwán de entrada de la mezquita del Shah (1612-1630), en Isfahán
- El palacio de Chehel Sotún (1647) en Isfahán

- Mezquitas safávidas (todo o parte)
- Mezquita de Fátima Masumeh, Qom, Irán.
- Mezquita Abdulazim, Rayy, Irán.
- Mezquita del Imán Alí (977, original, rec. en 1086), Náyaf, Irak.
- Mezquita Jamkaran, Irán.
- Mezquita Saheb-ol-Amr (1636), Tabriz, Irán.

### Arquitectura otomana (siglosXIV-XIX)
La arquitectura otomana es la arquitectura construida por el Imperio otomano en todos los territorios sobre los que ejerció el control, un estilo que surgió en sus primeras capitales Bursa y Edirne en los siglos XIV y XV. La arquitectura del imperio se desarrolló a partir de la anterior arquitectura selyúcida y estuvo influenciada por las arquitecturas bizantina e iraní, así como por la tradiciones islámicas mamelucas después de la conquista de Constantinopla. En general, la arquitectura otomana se ha descrito como una síntesis de la arquitectura bizantina con las tradiciones arquitectónicas del Mediterráneo y de Oriente Medio. Durante casi 400 años, las edificaciones otomanas más características fueron las grandes mezquitas, como los modelos desarrollados por el arquitecto más relevante del período, Mimar Sinan —mezquitas de Sehzade (1543-1548), de Süleymaniye (1550-1558) y de Rüstem Paşa (1561-1563)— inspiradas en la antigua iglesia de Hagia Sophia.
A partir del siglo XVIII, la arquitectura otomana fue influenciada por la arquitectura barroca en Europa Occidental, sobreviviendo de ese periodo la mezquita Nuruosmaniye. El último período otomano vio más influencias de Europa occidental, importadas por arquitectos como los de familia Balyan. Este período también vio el desarrollo de un nuevo estilo arquitectónico llamado neo-otomano o revival otomano, también conocido como el Primer Movimiento Arquitectónico Nacional,   por arquitectos como Mimar Kemaleddin y Vedat Tek.
Los otomanos lograron el más alto nivel de la arquitectura construida en su territorio, no alcanzado ni antes ni después. Dominaron la técnica de la construcción de grandes espacios interiores, confinados por cúpulas, aparentemente ingrávidas aunque todavía masivas, y lograron una perfecta armonía entre los espacios interiores y exteriores mediante una sabia articulación de luces y sombras. La arquitectura religiosa islámica, que hasta entonces consistía en edificios simples profusamente decorados, fue transformada por los otomanos mediante el uso de un rico y dinámico vocabulario arquitectónico de bóvedas, cúpulas, semicúpulas y columnas. La mezquita pasó de ser una cámara pequeña y oscura con paredes cubiertas de arabescos, a un santuario estética y técnicamente equilibrado, de refinada elegancia y con un toque de trascendencia divina.
Hoy en día, se encuentran remanentes de la arquitectura otomana en decadencia en ciertas partes de sus antiguos territorios.
- Las grandes mezquitas clásicas otomanas de Estambul
- Mezquita de Fatih (Estambul, 1463-1470)
- Mezquita de Beyazid (Estambul, 1501-1506)
- Mezquita Sehzade (Estambul, 1543-1548)
- Mezquita de Solimán (Estambul, 1550-1558), obra de Mimar Sinan
- Mezquita Azul (Estambul, 1609-1617), Patrimonio de la Humanidad y ejemplo del periodo clásico de la arquitectura otomana, mostrando la influencia bizantina

### Arquitectura indoislámica
La arquitectura indoislámica es la arquitectura del subcontinente indio producida por y para patrocinadores y propósitos islámicos. A pesar de una presencia árabe inicial en Sindh, el desarrollo de la arquitectura indoislámica comenzó en serio con el establecimiento de Delhi como capital de la dinastía gúrida en 1193. Sucedió a los gúridas el Sultanato de Delhi, una serie de dinastías de Asia Central que consolidaron gran parte del norte de la India y, más tarde, el imperio mogol en el siglo XV. Ambas dinastías introdujeron la arquitectura y los estilos artísticos islámicos de Asia Occidental en el subcontinente indio.
Los tipos y formas de los grandes edificios que necesitaban las élites musulmanas, siendo las mezquitas y las tumbas los más comunes, eran muy diferentes de los construidos anteriormente en la India. Los exteriores de ambos estaban muy a menudo rematados por grandes cúpulas y hacían un uso extensivo de arcos. Ambas características apenas se utilizaron en la arquitectura de los templos hindúes y otros estilos indígenas de la India. Ambos tipos de edificios consisten esencialmente en un único gran espacio bajo una cúpula alta y evitan por completo la escultura figurativa tan importante para la arquitectura de los templos hindúes.
Inicialmente, los edificios islámicos adaptaron a sus propios diseños las habilidades de una fuerza laboral formada en tradiciones indias anteriores. A diferencia de la mayor parte del mundo islámico, donde tendía a predominar el ladrillo, la India contaba con constructores altamente cualificados y acostumbrados a producir mampostería de piedra de altísima calidad. Además de la arquitectura desarrollada en Delhi y centros destacados de la cultura mogol como Agra, Lahore y Allahabad, se desarrollaron una variedad de estilos regionales en los sultanatos de Bengala, Guyarat, Deccan, Jaunpur y Cachemira. En el período mogol, generalmente aceptado como el apogeo del estilo, aspectos del estilo islámico comenzaron a influir en la arquitectura hecha para los hindúes, e incluso los templos usaban arcos festoneados y, más tarde, cúpulas. Este fue especialmente el caso en la arquitectura palaciega. Tras el colapso del Imperio mogol, nababs regionales como los de Lucknow, Hyderabad y Mysore continuaron encargando y patrocinando la construcción de arquitectura de estilo mogol en los estados principescos.
La arquitectura indoislámica ha dejado un gran impacto en la arquitectura moderna india, paquistaní y bangladesí, como en el caso de su influencia en la arquitectura indo-sarracena del último Raj británico. Tanto los edificios seculares como los religiosos están influenciados por la arquitectura indoislámica.
- Mausoleos indoislámicos (no mogoles)
- La tumba de Ghiyas-ud-Din (ca. 1325) en Delhi, es un ejemplo temprano de mausoleo indoislámico, una edificación cúbica con techo abovedado, paredes inclinadas y sobria decoración, muestra las características típicas del período Tughluq..
- Tumba de Shah Rukn-e-Alam (construida entre 1320 y 1324) en Multan, Pakistán
- Mausoleo Eklakhi (principios del s. XV) en el sultanato de Bengala, con una única cúpula
- La tumba de Isa Khan (ca. 1548) en Delhi, ejemplo de mausoleo tardío en el sultanato. Son características la planta octogonal, la cúpula y la arcada circundante con cubierta en voladizo. La parte superior de loto de la cúpula y los chattris anticipan el estilo mogol posterior.
- El mausoleo de Gol Gumbaz (fin. 1659), en el sultanato de Bijapur, tiene la cúpula premoderna mayor de India y la segunda del mundo (tras Santa Sofía en Estambul). Típica del estilo deccani tardío es la cúpula que se eleva desde un cáliz de flores y el techo sombreado sobresaliente. La corona almenada cuadrada también era común en las tumbas más antiguas del Decán

- Mezquitas indoislámicas (no mogolas)
- Choto Sona (lit., 'Pequeña mezquita dorada') (1493-1519), en el distrito de Chapai Nawabganj de Bangladés, obra del sultán de Bengala tiene doce cúpulas
- Arcada principal de la mezquita del Viernés (ca. 1470) en Jaunpur, ejemplo de arquitectura tughlaq y una de las mayores mezquitas del país
- Mezquita del Viernés (1424-1470) en Ahmedabad, ejemplo de la arquitectura gujaratí. Perdió los dos minaretes, de los que quedan restos, en los terremotos de 1819 y 1956.
- Ruinas de la mezquita de Adina (1373-1375) en  Firozabad, en el sultanato de Bengala, la mayor mezquita medieval del subcontinente indio
- Mezquita Goaldi (fin. 1519), ejemplo de la mezquita bengalí de "cuadrado cerrado". Se distingue por una cámara de oración cúbica con torres en las esquinas y entradas por todos lados salvo por la qibla. Una única cúpula corona la mezquita; torretas nervadas adosadas definen las cuatro esquinas.

### Arquitectura mogol  (siglosXVI-XVIII)
La arquitectura mogol(a) hace referencia al estilo arquitectónico indoislámico más famoso que se desarrolló en el imperio mogol (1526-1857) en toda la extensión siempre cambiante de su imperio a partir de la India medieval. Continuando las tradiciones iraníes y locales anteriores, alcanzó una perfección excepcional enriqueciéndolas con elementos europeos y otros completamente nuevos, logrando una amalgama de arquitectura islámica, persa, turca e india. 
La dinastía mogol se estableció en la región en 1526 después de la victoria de Babur en Panipat frente al sultanato de Delhi de la dinastía Lodi. Durante su reinado de cinco años, Babur puso mucho interés en la erección de nuevos edificios, aunque pocos han sobrevivido, entre ellos el Bagh-e Babur en Kabul. Su nieto Akbar (r. 1556-1605) también construyó mucho y eso favoreció que el estilo se desarrollase plenamente durante su reinado. Entre sus logros están la tumba de Humayun (para su padre), el fuerte de Agra (1565-1574) —con una puerta que muestra influencias externas, exhibiendo el grifo asirio, elefantes indios y pájaros—, la fortaleza-ciudad real de Fatehpur Sikri (a unos 40 km al oeste de Agra) y el Buland Darwaza. El hijo de Akbar, Jahangir (1605-1627) encargó los jardines de Shalimar en Cachemira.
La arquitectura mogol alcanzó su cenit durante el reinado de Shah Jahan (r. 1627-1658), quien construyó la Jama Masjid, el fuerte rojo de Delhi, los jardines de Shalimar en Lahore y el monumento mogol más famoso, el Taj Mahal en Agra, construido como tumba para su reina Mumtaz Mahal muerta en 1631 y considerado una de las maravillas del mundo. Las ideas y temas principales de las tumbas de jardín ya habían sido explorados por emperadores mogoles anteriores y esta fue la culminación de todos esos trabajos anteriores, una tumba blanca de 171 m que se eleva sobre un estanque reflectante. 
Aunque el hijo de Shah Jahan, Aurangzeb (r. 1658-1707) encargó edificios como la Badshahi Masjid, en Lahore y Bibi Ka Maqbara en Aurangabad, su reinado correspondió con el declinar de la arquitectura mogol y del propio Imperio. A finales del siglo XVIII, el estilo efectivamente había terminado. Sin embargo, en ese momento los gobernantes de los estados principescos y otras personas ricas de todas las religiones habían adoptado ampliamente versiones del estilo mogol, a menudo llamado «post-mogol», para sus palacios y, cuando correspondía, tumbas. Los patrocinadores hindúes a menudo mezclaban aspectos de la arquitectura de los templos hindúes y la arquitectura tradicional de los palacios hindúes con elementos mogoles y, más tarde, europeos.
Un aspecto importante de la arquitectura mogol es la naturaleza simétrica de los edificios y patios. Los edificios tienen un patrón uniforme de estructura y apariencia, incluyendo el uso de grandes cúpulas bulbosas, esbeltos minaretes en las esquinas, grandes salas, masivas puertas abovedadas y una delicada ornamentación. Sus gobernantes levantaron muchos mausoleos —con edificios monumentales rodeados de jardines en los cuatro lados, y delicados trabajos de ornamentación, incluidos trabajos decorativos de pachin kari y pantallas de celosía jali—, mezquitas, fuertes, jardines y ciudades, encontrándose aun hoy día buenos ejemplos en las actuales India, Afganistán, Bangladés y Pakistán.
Seis elementos de la arquitectura mogol han sido declarados por la Unesco Patrimonio de la humanidad: el fuerte y jardines de Shalimar en Lahore (1981), el fuerte de Agra y el Taj Mahal (1983), la capital Fatehpur Sikri (1988), la tumba de Humayun (1993) y el fuerte rojo de Delhi (2007). Otros cuatro han sido inscritos en las listas indicativas —paso previo para solicitar que sean incluidos en la lista del Patrimonio de la Humanidad— de dos países: Pakistán incluyó la Badshahi Masjid de Lahore (1983), el conjunto de las tumbas de Jahangir, Asif Khan y Akbari Sarai, en Lahore (1993) y la mezquita de Shah Jahan de Thatta (1993) e India incluyó los jardines mogoles de Cachemira (2010).
- El fuerte de Agra (1565-1574), la fortaleza más importante de la India, donde vivieron y desde la que gobernaron los grandes emperadores Babur, Humayun, Akbar, Jahangir, Shah Jahan y Aurangzeb.
- Puerta Lahori  del fuerte rojo de Delhi, construido durante el cenit del imperio bajo Sha Jahan y residencia principal de los emperadores mogoles durante casi 200 años, hasta 1856[71]
- Puerta de Alamgiri del Fuerte de Lahore (siglos XVI y XVII)
- Mezquita Aljama de Delhi (1650-1656), la más grande de la India

- Los grandes mausoleos mogoles
- Tumba de Humayun (1569-1570), Delhi, la primera tumba imperial mogola[72]
- La tumba de Akbar (1605-1613), en Agra, utiliza arenisca roja y mármol blanco, como muchos de los monumentos mogoles.
- Bibi Ka Maqbara (1651-1661), tumba en Aurangabad construida por Azam Shah, hijo del emperador Aurangzeb, en memoria de su madre.
- Tumba de Safdarjung (1753-1754),  mausoleo del nawab Safdar Jang, construido en Nueva Delhi en el estilo mogol tardío

| Destacados edificios de la época mogol | Destacados edificios de la época mogol | Destacados edificios de la época mogol | Destacados edificios de la época mogol                 |
| --- | --- | --- | ------------------------------------------------------ |
| India | Pakistán | Bangladés | Afganistán                                             |
| - Taj Mahal en Agra - Fuerte de Agra en Agra - Buland Darwaza en Agra - Tumba de Akbar en Sikandra - Tumba de Mariam-uz-Zamani en Sikandra - Tumba de Humayun en Delhi - Jama Masjid en Delhi - Fuerte rojo de Delhi - Sunder Nursery en Delhi - Purana Qila en Delhi - Sher Mandal en Delhi - Jardines de Pinjore en Pinjore - Shalimar Bagh en Srinagar - Nishat Bagh en Srinagar - Chasma Shahi en Srinagar - Pari Mahal en Srinagar - Jardines Verinag en Srinagar - Fuerte de Allahabad en Prayagraj - Puente Shahi en Jaunpur - Bibi Ka Maqbara en Aurangabad - Kos Minar en Haryana - Baoli Ghaus Ali Shah en Farrukhnagar | - Badshahi Masjid en Lahore - Jardines de Shalimar en Lahore - Fuerte de Lahore en Lahore - Shahi Hammam en Lahore - Mezquita Wazir Khan en Lahore - Tumba de Jahangir en Lahore - Tumba de Anarkali en Lahore - Tumba de Nur Jahan en Lahore - Tumba de Asif Khan en Lahore - Mezquita Begum Shahi en Lahore - Akbari Sarai en Lahore - Hiran Minar en Sheikhpura - Mezquita Mahabat Khan en Peshawar - Mezquita Shahi Eid Gah en Multan - Mausoleo de Masum Shah en Sukkur - Losar Baoli en Taxila - Makli Necropolis en Thatta - Mezquita Shah Jahan en Thatta | - Mughal Eidgah en Dhaka - Fuerte de Lalbagh en Dhaka - Shahi Eidgah en Sylhet - Mughal Tahakhana en Chapai Nawabganj - Mezquita Sat Gambuj en Dhaka - Masjid-e-Siraj ud-Daulah en Chittagong - Allakuri Masjid en Dhaka - Chawkbazar Shahi Masjid en Dhaka - Laldighi Masjid en Rangpur - Khan Mohammad Mridha Masjid en Dhaka - Wali Khan Masjid en Chittagong - Shaista Khan Masjid, in Dhaka - Musa Khan Masjid, in Dhaka - Shahbaz Khan Masjid, in Dhaka - Kartalab Khan Masjid en Dhaka - Azimpur Masjid en Dhaka - Goaldi Masjid en Sonargaon - Atia Masjid en Tangail - Arifail Masjid en Brahmanbaria - Bazra Shahi Masjid en Noakhali - Masjid Kur en Khulna - Nayabad Masjid en Dinajpur - Ghayebi Dighi Masjid en Sylhet - Hussaini Dalan en Dhaka - Bara Katra en Dhaka - Fuerte de Hajiganj en Narayanganj - Fuerte de Idrakpur en Munshiganj - Choto Katra en Dhaka - Fuerte de Sonakanda en Narayanganj | - Bagh-e-Babur en Kabul - Mezquita Shahjahani en Kabul |

### Arquitectura chino-islámica

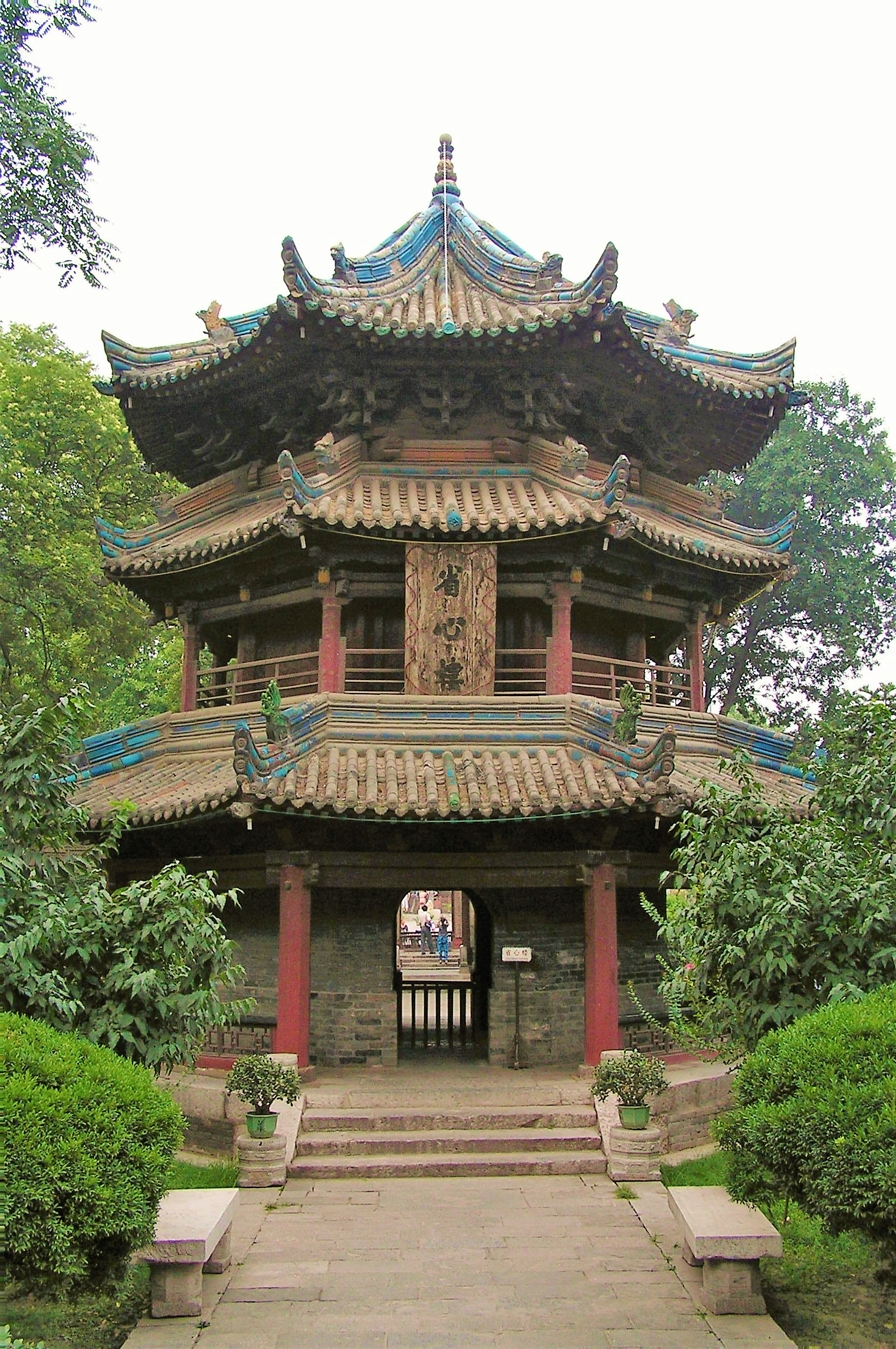
La Gran mezquita de Xi'an, China.

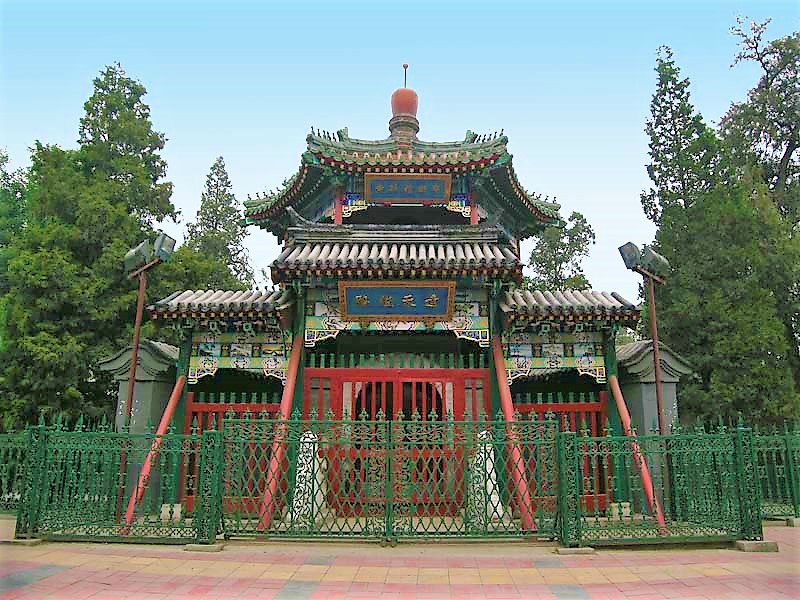
La mezquita de Niujie en Pekín

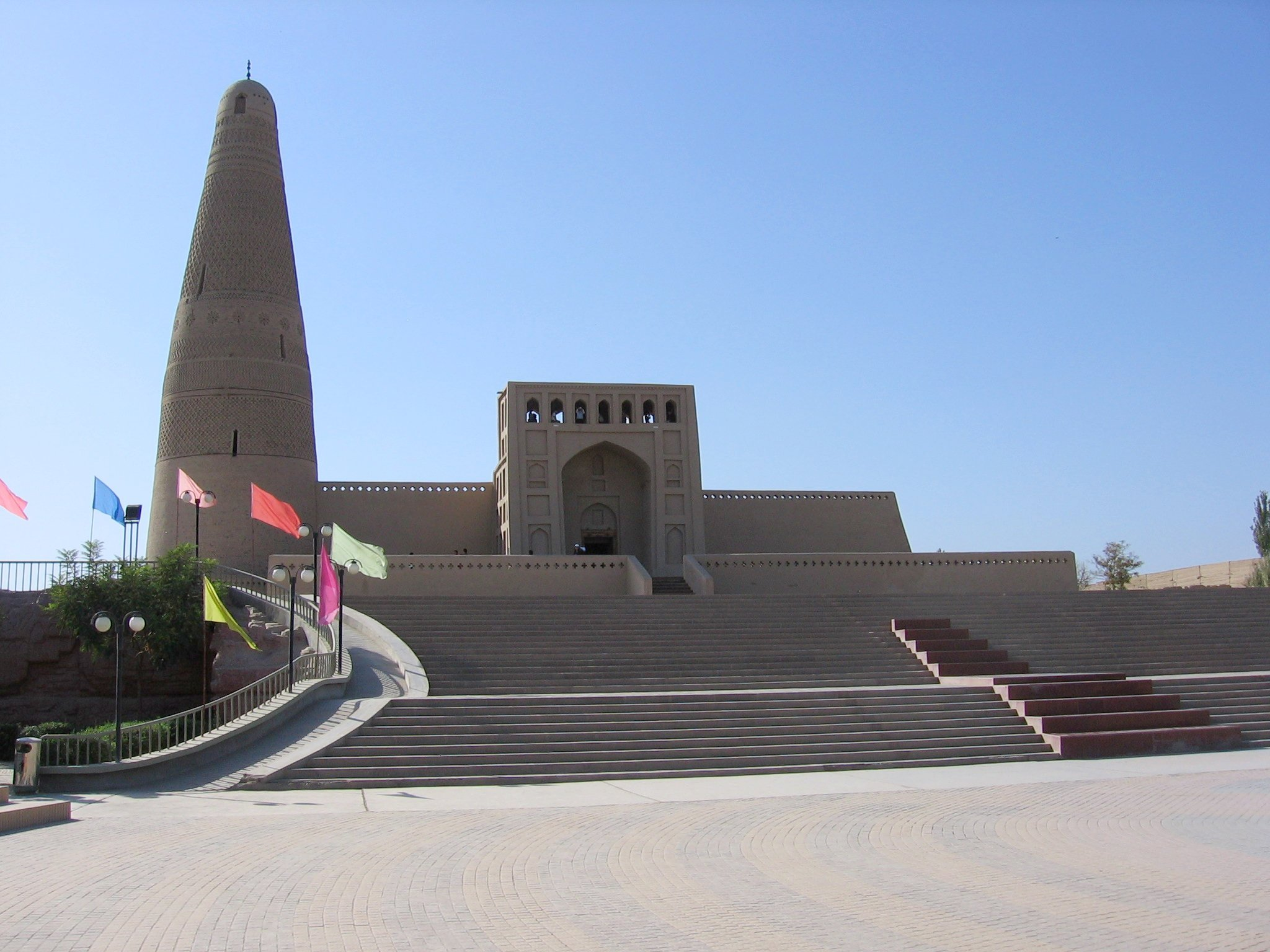
Mezquita Turpan

La primera mezquita china se estableció en el siglo VII durante la Dinastía Tang en Xi'an. La Gran Mezquita de Xi'an, cuyas actuales instalaciones datan de la Dinastía Ming, no imita la mayoría de las características asociadas a menudo con las mezquitas tradicionales sino que a menudo imita la arquitectura china tradicional. Las mezquitas del oeste de China sí que incorporan más elementos vistos en mezquitas de otras partes del mundo. Las mezquitas chinas del oeste son más propensas a incorporar minaretes y bóvedas mientras que en el este tienden más a parecer a pagodas.
Hacia 742, se construyó la mezquita de Tsi o Xi nan, que fue un símbolo de los contactos entre el islam y China. Situada al suroeste de Beijing, Tsi nan fue frecuentada por numerosos viajeros y comerciantes musulmanes entre los siglos X y XVIII.
Una característica muy importante en la arquitectura china es su énfasis en la simetría, que la connota con un sentido de cierta grandeza; esto se aplica a todo desde palacios a mezquitas. Una excepción notable está en el diseño de jardines, que tiende a ser tan asimétrico como sea posible. Como en las pinturas chinas de la voluta, el principio subyacente en la composición del jardín es crear y aguantar flujo; dejar un patrón vagar y gozar del jardín sin prescripciones, como en la naturaleza mismo.
Los edificios chinos suelen ser construidos con ladrillos rojos o grises, siendo la madera lo común en las estructuras; éstos son así más capaces de soportar terremotos, y sin embargo más vulnerables al fuego. La azotea de un edificio chino típico se curva; hay clasificaciones terminantes de los tipos de aguilón, comparables con los órdenes clásicos de las columnas europeas.
La mayoría de las mezquitas chinas tienen ciertos aspectos en común con el resto de mezquitas islámicas sin embargo como pasa con otras regiones la arquitectura islámica china refleja la arquitectura local en su estilo. China es renombrada por sus hermosas mezquitas, que se asemejan a los templos. Sin embargo en China occidental las mezquitas se asemejan más a las de Oriente Medio, con minaretes altos, delgados, los arcos curvos y las azoteas en forma de cúpula. En el noroeste de China, donde los chinos Hui han construido sus mezquitas, hay una combinación de estilos del este y el oeste. Las mezquitas tienen azoteas budistas señaladas por medio de luces del estilo fijadas a los patios emparedados entrando a través de arcos con bóvedas y minaretes en miniatura (véase Mezquita Beytullah).

### Arquitectura afro-islámica

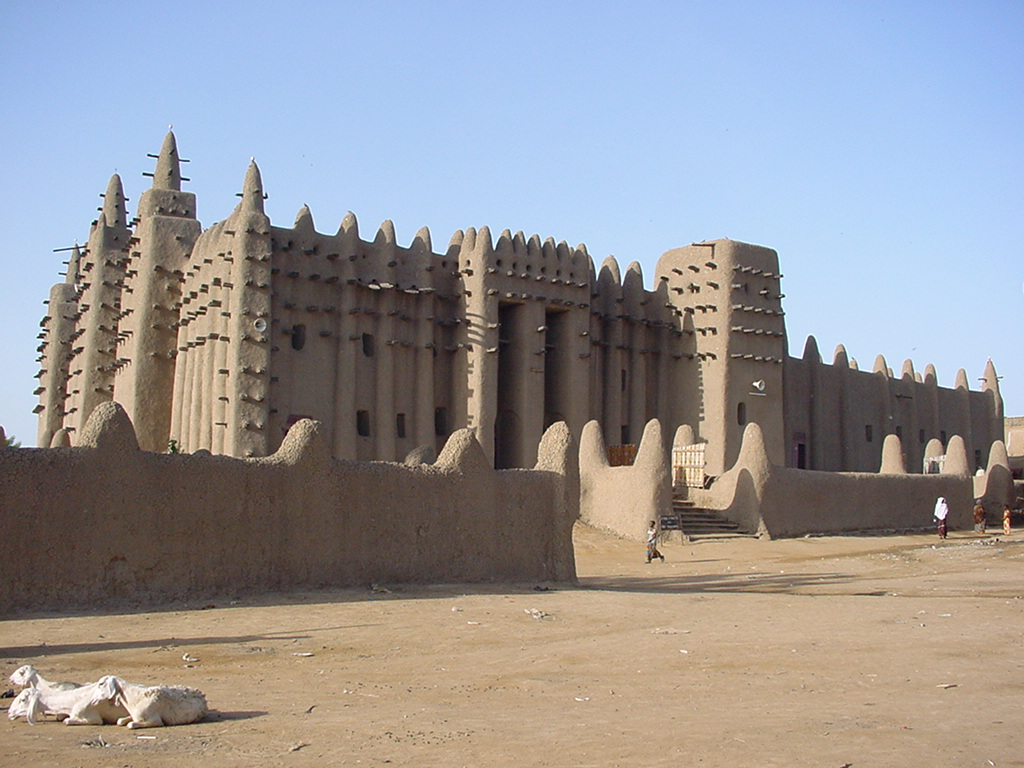
La Gran Mezquita de Djenné en Malí es un buen ejemplo del estilo de arquitectura practicado en las zonas comprendidas por Sudán, el Sahara y sus respectivas zonas de influencia.

La conquista islámica del norte de África vio el desarrollo de la arquitectura islámica en la región, incluyendo algunas famosas estructuras como la Ciudadela de El Cairo.
En el sur del Sahara, la influencia islámica fue una de las mayores contribuciones al desarrollo arquitectónico en tiempos del Imperio de Ghana. En Kumbi Saleh, los locales vivían en chozas abovedadas mientras que los comerciantes tenían casas de piedra. La arquitectura del Sahel creció inicialmente de las dos ciudades de Djenné y de Timbuktu. La mezquita de Sanskore en Timbuktu, construida de barro y.madera, era de estilo semejante a la Gran Mezquita de Djenné. Debido a la ascensión de algunos reinos en la región costera africana del oeste se produjo una arquitectura que se implantó en lugar de otras tradiciones indígenas, utilizando la madera. La famosa ciudad de Benín, destruida por la Expedición Punitiva en Benín, era un gran complejo de hogares de barro, con azoteas de ripias o de hojas de palma. El palacio tenía una sucesión de cuartos ceremoniales, y fue adornado con placas de cobre amarillo.

## Interpretaciones
Las interpretaciones más comunes de la arquitectura islámica se resumen en los siguientes puntos: 
- El concepto del poder infinito de Alá que es evocado por diseños como la repetición de los temas que sugieren el infinito.
- Las formas humanas y animales se representan raramente en el arte decorativo mientras que el trabajo de Alá se considera ser incomparable. El follaje es un adorno frecuente pero típicamente estilizado o simplificado por la misma razón.
- La caligrafía árabe es utilizada para realzar el interior de un edificio proporcionando citas del Corán.
- La arquitectura islámica se ha llamado “arquitectura del velo” porque la belleza miente en los espacios interiores (los patios y los cuartos) que no son visibles desde el exterior (con una perspectiva de calle). Además, el uso de formas grandiosas tales como bóvedas grandes, minaretes elevados, y patios grandes son pensados para transmitir energía y hacer alarde del poder y cultura que se llegaron a alcanzar en muchas naciones musulmanas.

## Arquitectura de las mezquitas y otros edificios de los países musulmanes

### Formas
Muchas formas de la arquitectura islámica se han desarrollado en diversas regiones del mundo islámico. Los tipos arquitectónicos islámicos más importantes incluyen las construcciones abbasíes más tempranas, mezquitas con forma de T (la intersección de la nave central y a lo largo de la pared de la qibla) es el caso de la Gran Mezquita de Kairuán, y las mezquitas con bóveda central en la península de Anatolia. La abundancia petrolífera del siglo XX en muchos países islámicos condujo a la construcción de muchas mezquitas usando diseños de arquitectos modernos.
Las mezquitas de planta árabe o hipóstilo son el más temprano tipo de mezquita, iniciadas bajo la Dinastía Omeya. Estas mezquitas son o bien de planta cuadrada o bien de planta rectangular e incluyen un patio y un pasillo cubierto dedicado al rezo. Históricamente, debido a los climas calientes que predominan en el Mediterráneo y en el Medio Oriente, el patio sirvió para acomodar a un gran número de fieles durante los rezos del viernes.

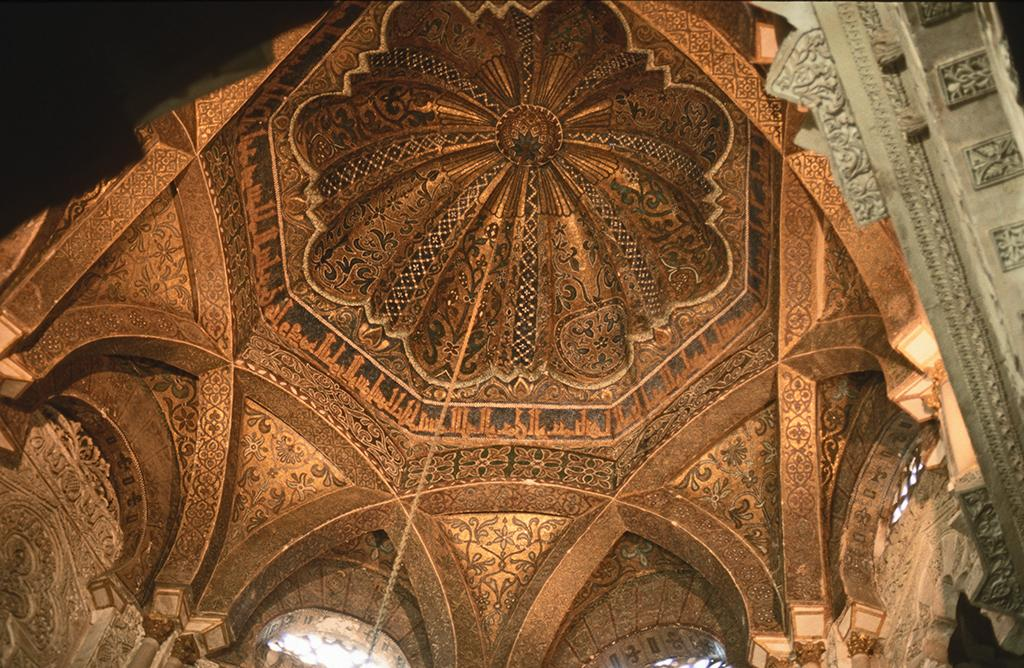
Interior de la Mezquita de Córdoba en Córdoba, España.

Las más tempranas mezquitas hipóstilas tienen azoteas planas encima de los pasillos del rezo, haciendo necesario el uso de numerosas columnas y soportes. Una de las más importantes mezquitas hipóstilas es la Mezquita de Córdoba en Córdoba, España, como edificio que está soportado por cerca de 850 columnas. Con frecuencia, las mezquitas hipóstilas tienen arcadas externas para que los visitantes puedan gozar de alguna cortina. Las mezquitas de planta árabe fueron construidas mayoritariamente bajo las dinastías de los Omeyas y los Abbasíes; posteriormente, sin embargo, la simplicidad de la planta árabe limitó las oportunidades de un mayor desarrollo, y como resultado, la popularidad de estas mezquitas fue cayendo. 
Los otomanos introdujeron las mezquitas con bóveda central en el siglo XV y se caracterizan, como su nombre indica, por tener una bóveda grande centrada sobre el pasillo del rezo. Además del tener una bóveda grande en el centro, hay a menudo bóvedas más pequeñas que existen excéntricas sobre el pasillo del rezo o en otras zonas de la mezquita, donde el rezo no se realiza. Este estilo estaba fuertemente influido por la arquitectura religiosa bizantina con su uso de grandes bóvedas centrales.

### Iwán
Un iwán (en persa: ایوان‎ eyvān, en árabe: إيوان‎ Iwan, también llamado iván, en turco: eyvan) es un elemento arquitectónico que consiste en un gran porche bajo un arco, una sala o espacio rectangular, generalmente abovedado, cerrado por muros en tres de sus lados, estando el otro completamente abierto. La entrada formal al iwán se llama «pishtaq», un término persa para designar un portal que se proyecta desde la fachada de un edificio y que, generalmente, está decorado con bandas de caligrafía, azulejos vidriados y  diseños geométricos. Dado que la definición permite alguna interpretación, las formas y características generales pueden variar mucho en términos de escala, material o decoración. Generalmente los iwanes se abren hacia un patio central, y se han utilizado tanto en la arquitectura pública como en la residencial. 
Los iwanes se asocian comúnmente con la arquitectura islámica; sin embargo, el elemento es de origen iraní y fue inventado mucho antes y ya estaba completamente desarrollado en Mesopotamia alrededor del siglo III a. C., durante el período parto de Persia. Sus orígenes se encuentran en la arquitectura de las casas y palacios y parece haber sido realmente desarrollado en el período sasánida y ha seguido siendo un elemento esencial de la arquitectura persa desde ese período. Uno de los primeros ejemplos es el del palacio de Ardashir. Esta transición alcanzó su punto álgido durante la era selyúcida en la que los iwanes se constituyeron como unidad fundamental de diseño en la arquitectura selyúcida. Desde el punto de vista arquitectónico, el iwán evolucionó a partir de entonces de ser una habitación abierta a ser una entrada adornada, en forma de gran hornacina o nicho, una gran antecámara ante un edificio.
Las mezquitas de iwán son mezquitas en que uno o más iwanes dan frente a un patio central que sirve como pasillo para el rezo. El estilo representa un préstamo de la arquitectura iraní preislámica y se ha utilizado casi exclusivamente para las mezquitas en Irán. Muchas mezquitas de iwan son reconvertidos templos del fuego del Zoroastrismo en los que el patio era utilizado para contener el fuego sagrado. El iwán combinado con la planta cuadrada del palacio aqueménida dio el modelo de planta de la mezquita llamada iraní (o de cuatro iwanes, enfrentados dos a dos, que abren a un patio), que se encuentra en todo Irán y más allá (Uzbekistán, Pakistán, etc.) y que luego se difundió por todoel mundo islámico, siendo un ejemplo destacado la mezquita del Shah de Isfahán. 
Muchos otros edificios utilizaron el iwán: maristanes (hospitales), palacios —como el Khirbat al-Mafyar, donde el iwán marca una fuerte influencia iraní— y serrallos de caravanas por toda Asia central. Las madrasas, cuyo tipo nació en Irán, también utilizan este elemento, y permitieron su difusión en Siria, Egipto y el norte de África. En las construccionen destinada viviendas, los iwanes estaban frecuentemente orientados al norte, ya que eran el lugar de reposo en la sombra durante el verano y su empleo está relacionada con la ausencia de madera en Irán. Por ello, las casas del desierto no tienen peristilos ni pérgolas, que en otros lugares, como Grecia, producían el mismo efecto de sombra.
- Entrada a la alhóndiga nazarí del Corral del Carbón (antes de 1336), Granada
- Iwán de la casa Āmeri en Kashan, Irán
- Detalle del iwán del mausoleo de  Tamerlán, el Gur-e Amir (1403-1404), Samarcanda
- Detalle del iwán de la tumba de Humayun (1574-1579), Delhi

#### Mihrab

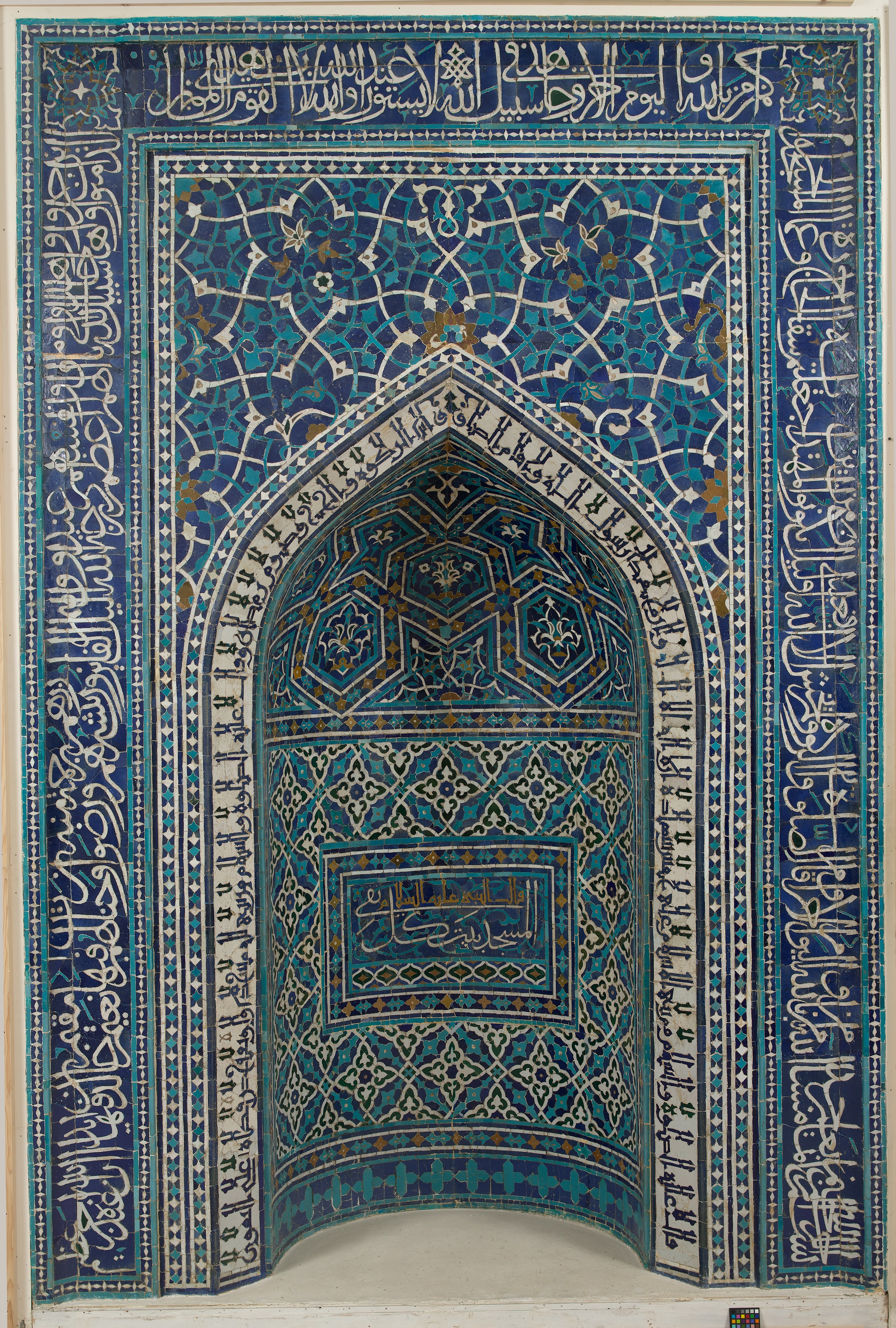
Mihrab (nicho de oración) (1354-1355); mosaico de azulejos tallados y vidriados policromados sobre un cuerpo de pasta de piedra, fijados en mortero; 343,1 x 288,7 cm, peso: 2041,2 kg; procedente de Isfahán (Irán); Museo Metropolitano de Arte (Nueva York)

El mihrab es un nicho o alcoba, generalmente cóncavo, dispuesto en la pared de la qibla (la pared que señalaba a los fieles la dirección de la oración) de una mezquita u otro espacio de oración. También adquirió importancia ritual y ceremonial con el tiempo, e incluso su forma se usó como símbolo en alguna acuñación.
Las primeras mezquitas no tenían mihrabs; el primer mihrab como nicho cóncavo conocido fue el añadido a la Mezquita del Profeta en Medina por el califa al-Walid I en 706 o 707. En mezquitas posteriores el mihrab evolucionó para convertirse en el foco habitual de la decoración arquitectónica en el edificio. Los detalles de su forma y materiales variaron de una región a otra. En las mezquitas congregacionales, el mihrab solía estar flanqueado por un minbar (púlpito), y algunas mezquitas históricas también incluían una maqsura cercana (un espacio protegido para el gobernante durante las oraciones).

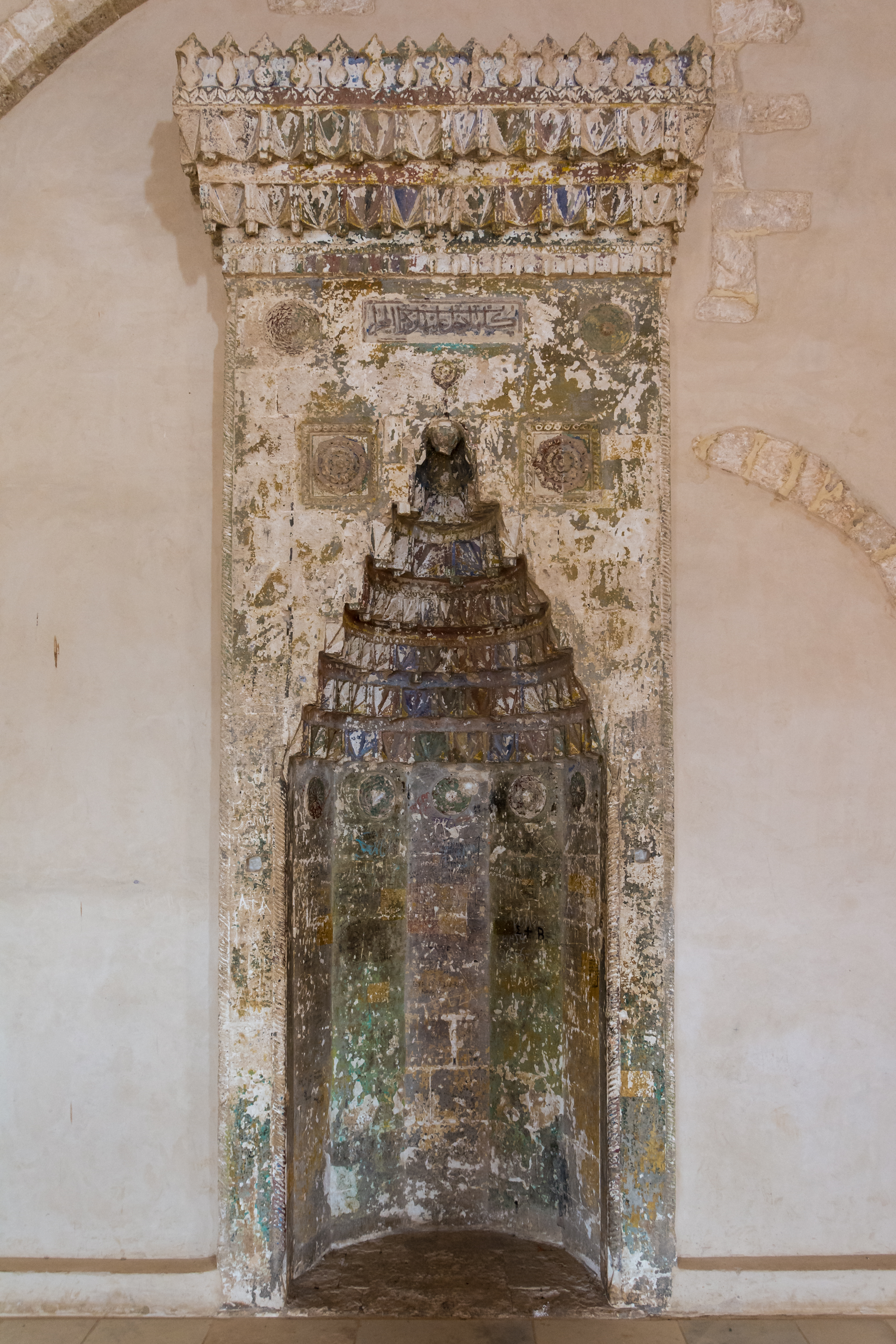
Mihrab en la mezquita del Sultán Ibrahim en Rétino
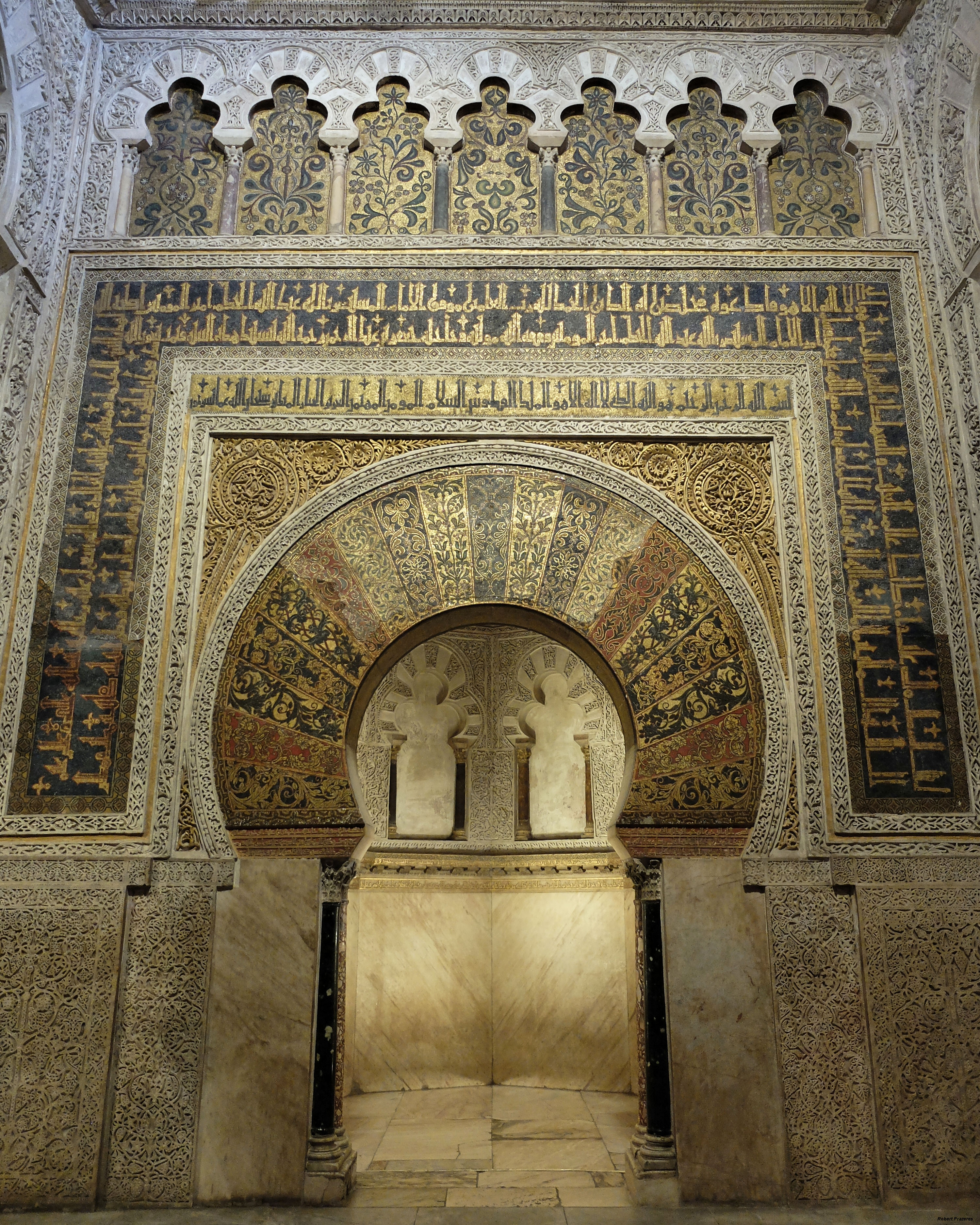
Mihrab de la Gran Mezquita de Córdoba (siglo X)
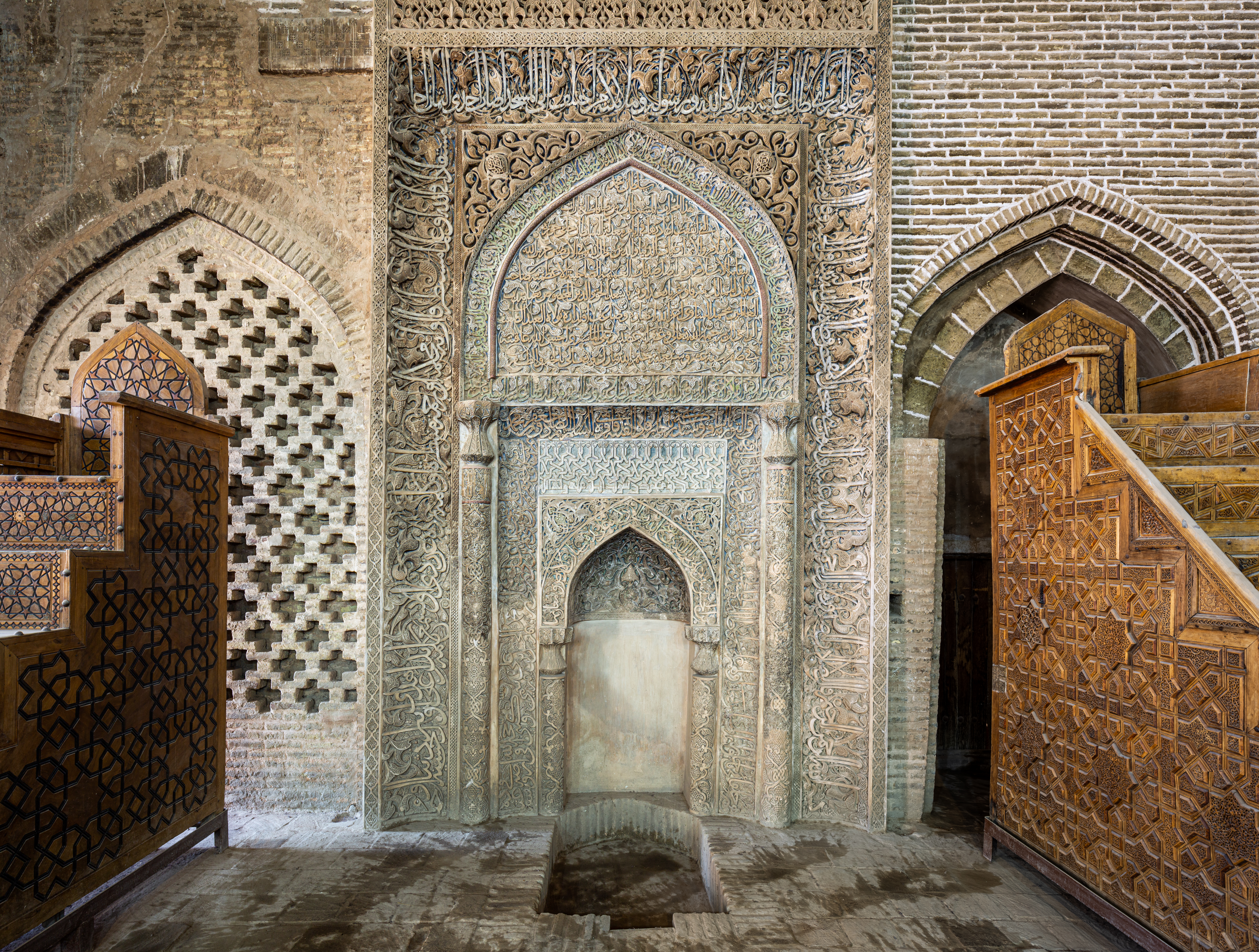
Mihrab tallado en estuco del kan mogol Öljeitü en la mezquita Aljama de Isfahán (inicios del siglo XIV)
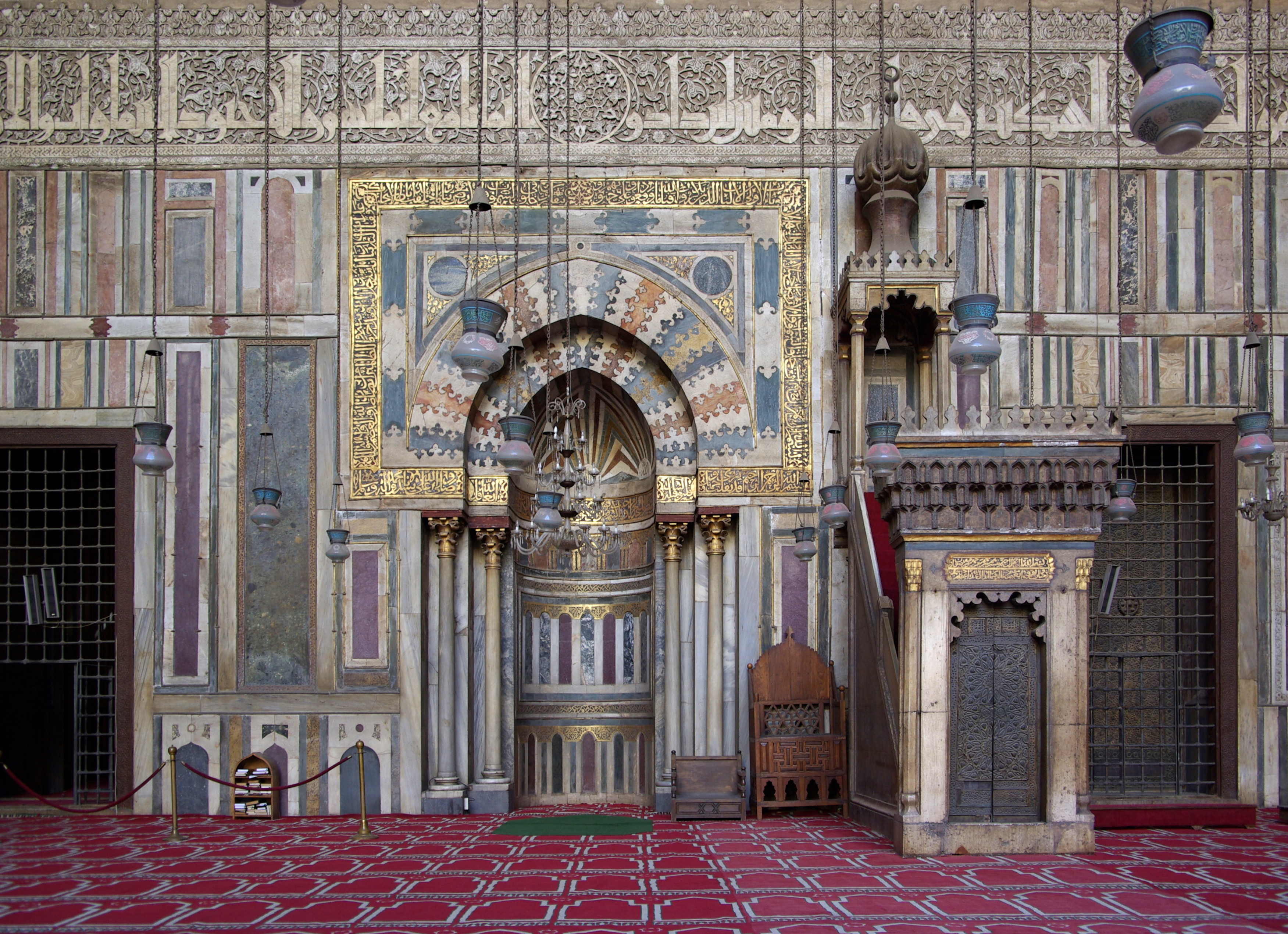
Mihrab de la mezquita-madrasa del Sultán Hasán en El Cairo (siglo XIV)
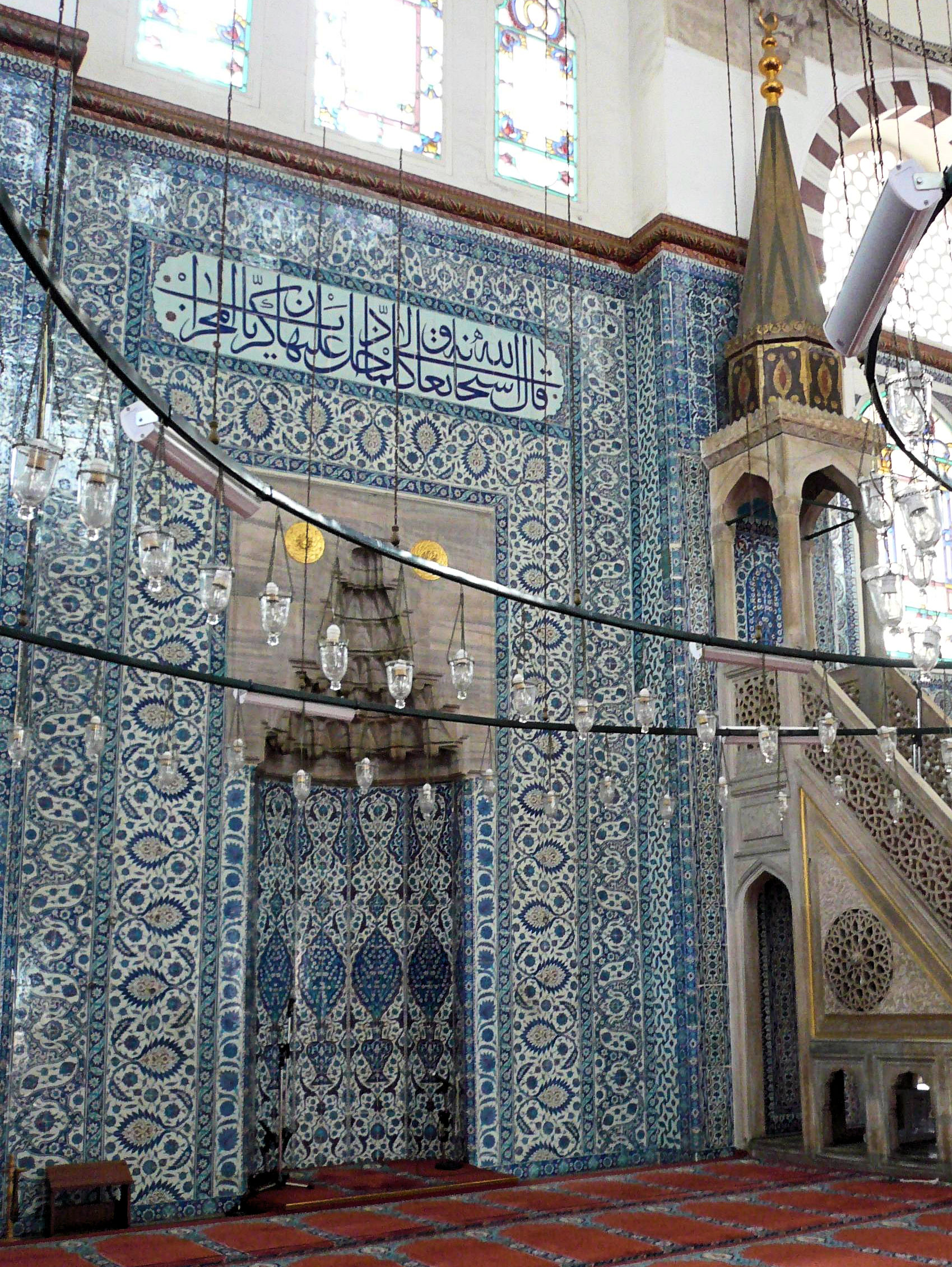
Mihrab de la mezquita Aljama de Delhi (mitad del siglo XVII)
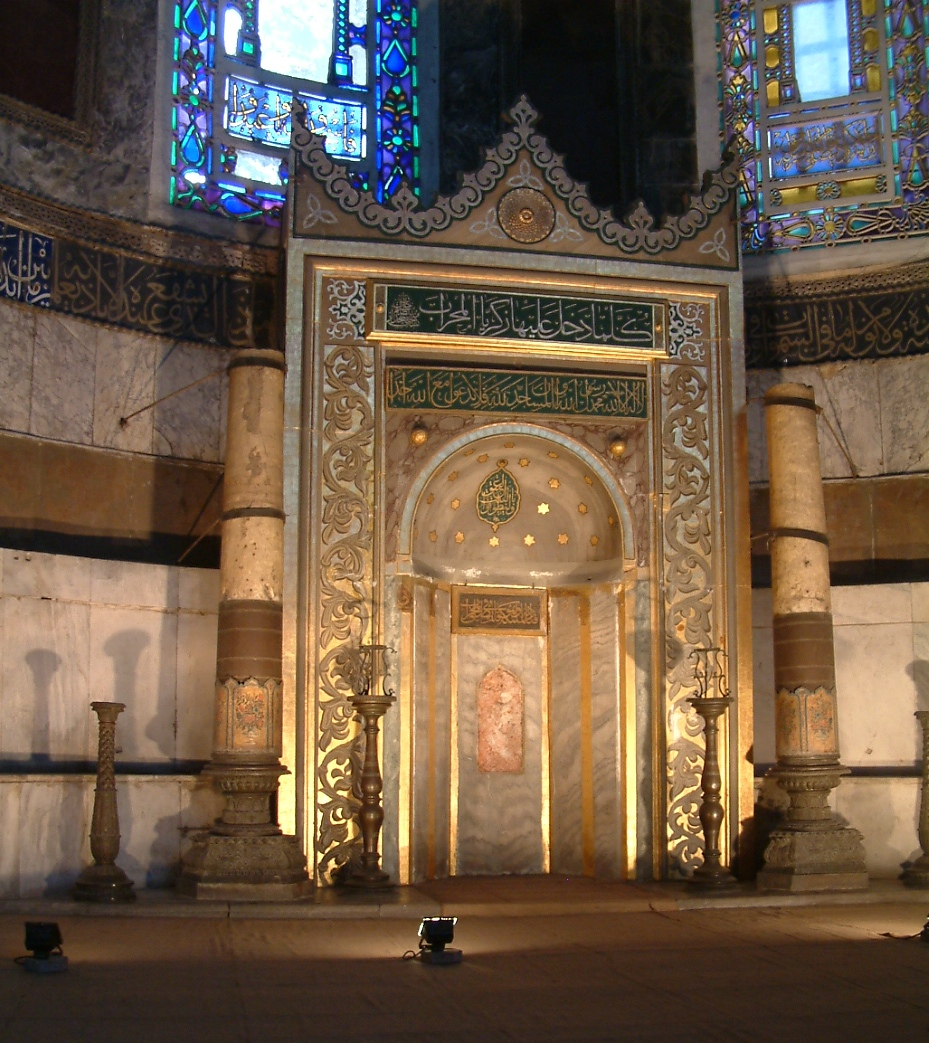
Mihrab en Hagia Sophia, Estambul, Turquía

### Minaretes

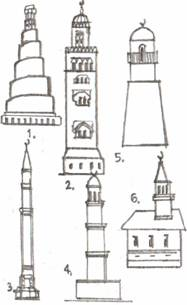
Diferentes tipos de minaretes. 1. Irak 2. Marruecos 3. Turquae 4. India, 5. Egipto 6. Asia

El minarete o alminar es una torre que tradicionalmente acompaña a la mezquita. Su función formal es la de proporcionar un punto elevado desde el cual se realiza la llamada a la oración, o adhan. Esta llamada se emite cinco veces al día: al amanecer, al mediodía, a media tarde, al atardecer y por la noche. En la mayoría de las mezquitas modernas, el adhan se realiza directamente desde la sala de oración y se transmite por micrófono a un sistema de altavoces en el minarete.
El origen del minarete y sus funciones iniciales no se conocen con claridad y han sido objeto de debate académico durante mucho tiempo. Las primeras mezquitas carecían de minaretes, y la llamada a la oración se realizaba a menudo desde torres más pequeñas. La primitiva comunidad musulmana de Medina realizaba la llamada a la oración desde la puerta o el tejado de la casa de Mahoma, que también servía como lugar de oración.  Los primeros minaretes confirmados en forma de torres datan de principios del siglo IX, bajo el dominio abasí, y no se convirtieron en un elemento habitual de las mezquitas hasta el siglo XI  Estas primeras torres de minaretes se ubicaban en el centro del muro opuesto al muro de la qibla. Entre ellas, el minarete de la Gran Mezquita de Kairuán en Túnez, que data del año 836, es uno de los minaretes más antiguos  del mundo que se conservan y el más antiguo del norte de África. Tiene la forma de una torre maciza de base cuadrada, tres niveles de anchura decreciente y una altura total de 31,5 metros.
Los minaretes han tenido diversas formas (en general, redondas, cuadradas, espirales u octogonales) según la época y la tradición arquitectónica. El número de minaretes por mezquita no es fijo; originalmente, cada mezquita contaba con un minarete, pero algunos estilos arquitectónicos pueden incluir varios.

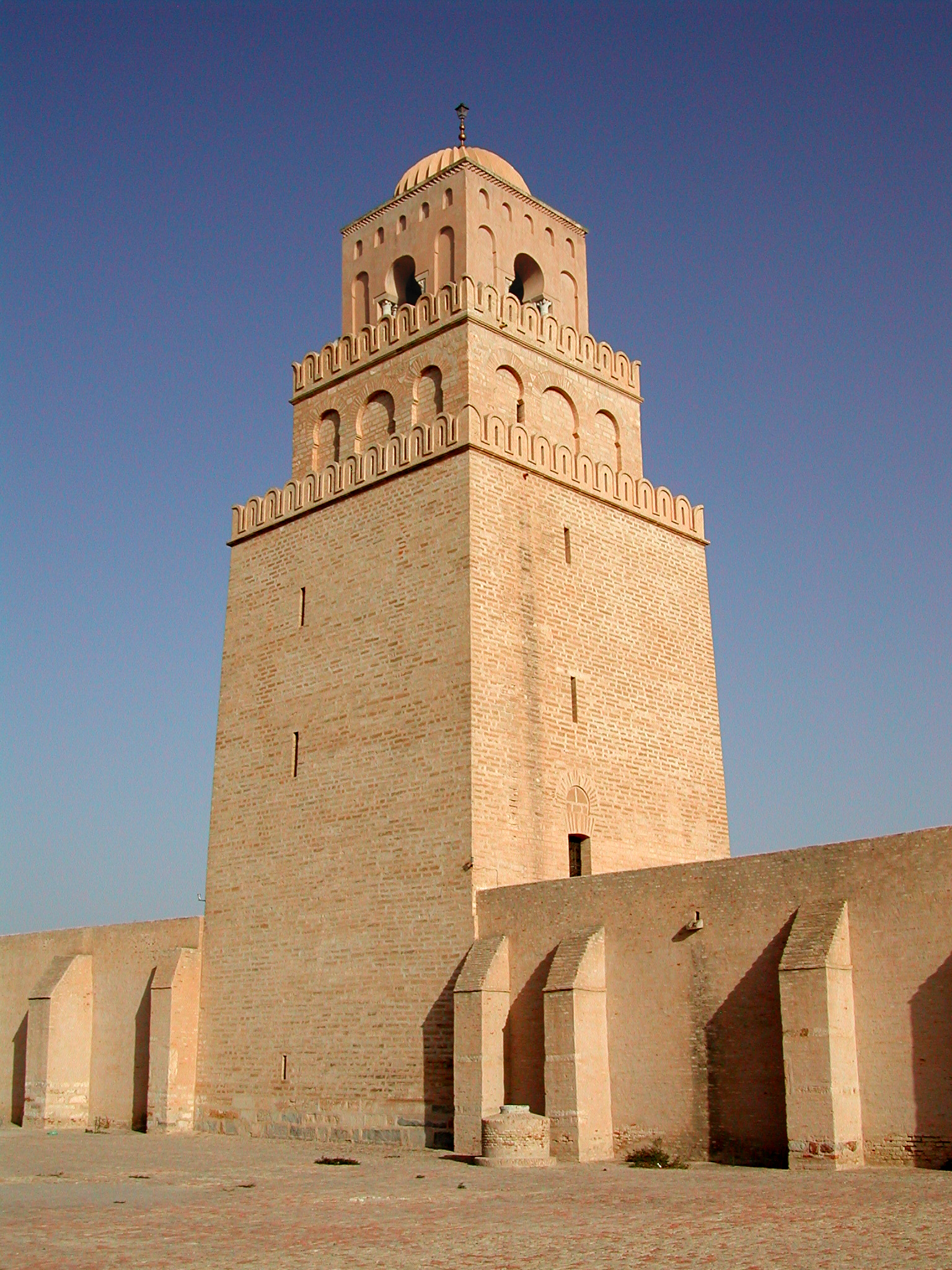
Minarete de la Gran Mezquita de Kairuán (836)
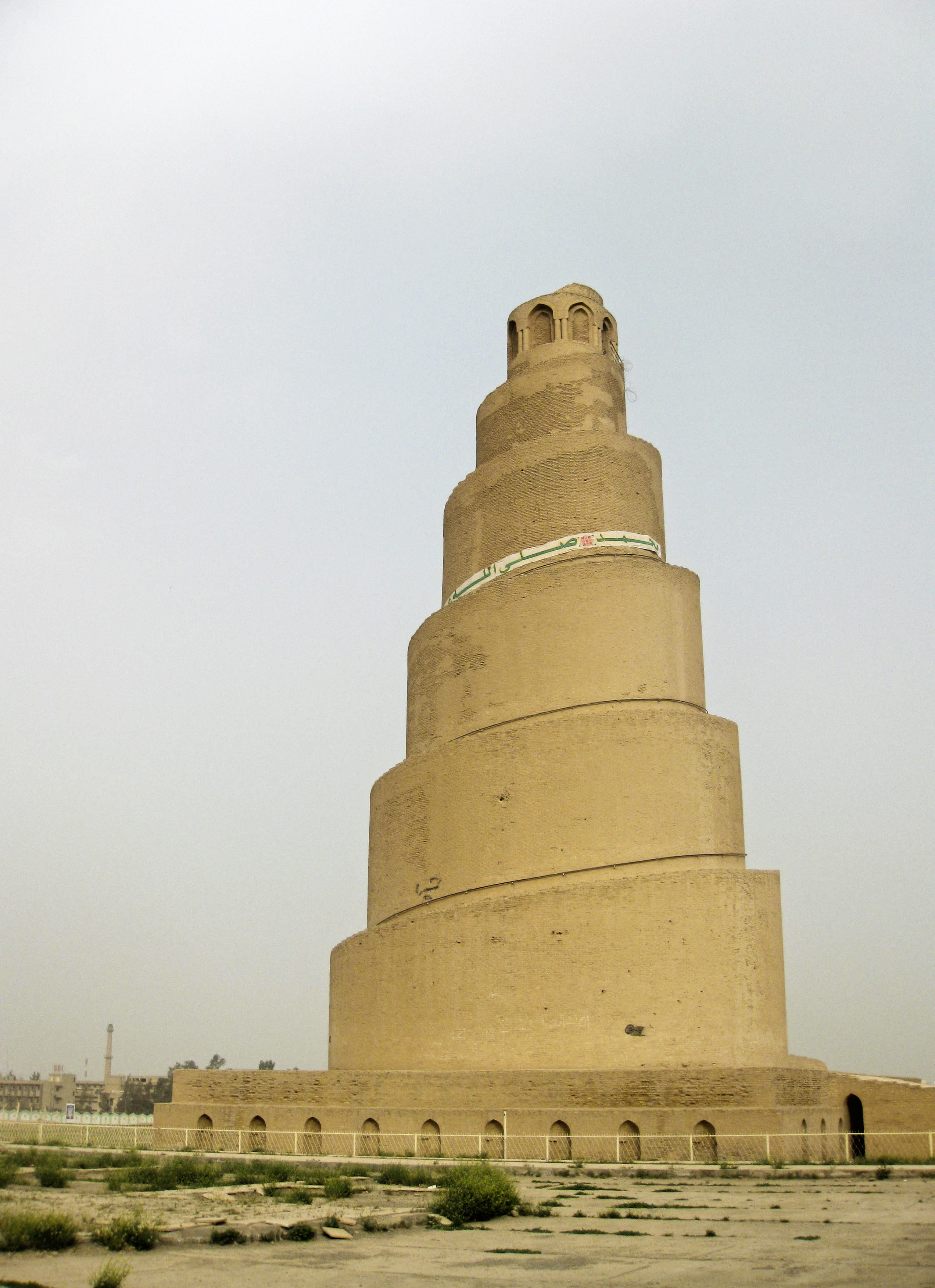
Distintivo alminar en espiral  (848-852) de la Gran Mezquita de Samarra
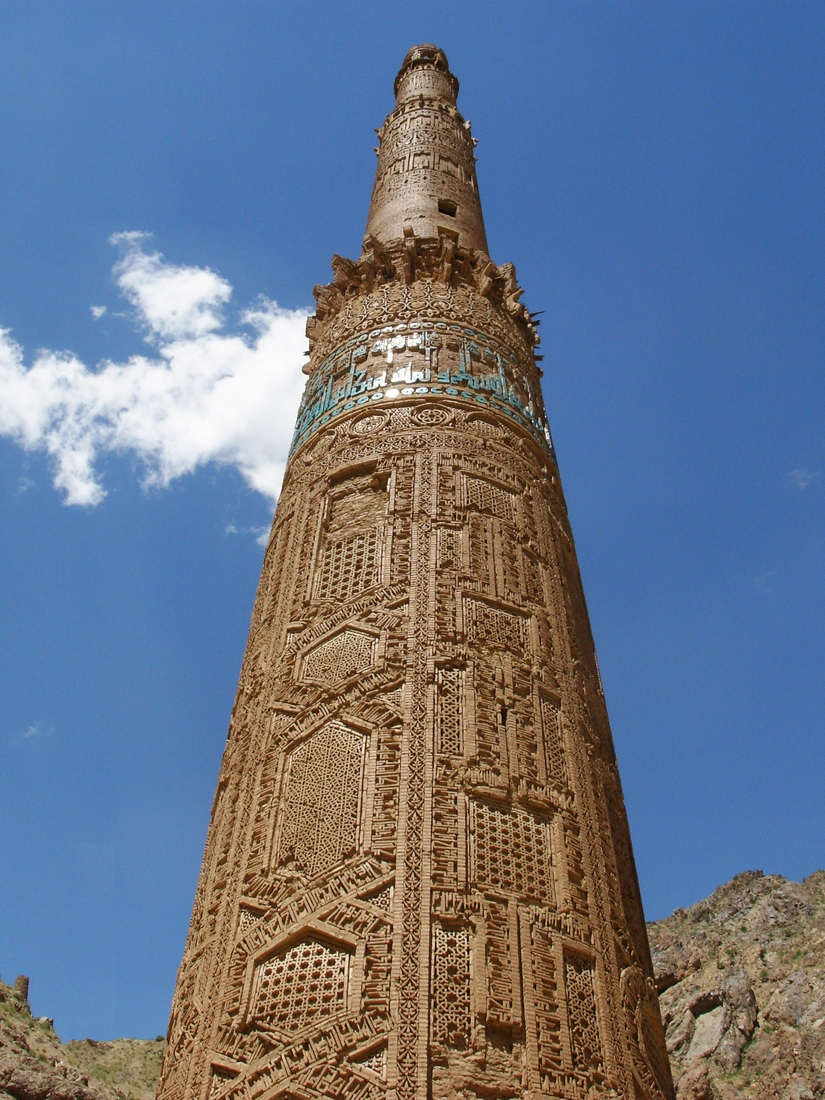
Minarete de Jam, Afganistán (siglo XII)
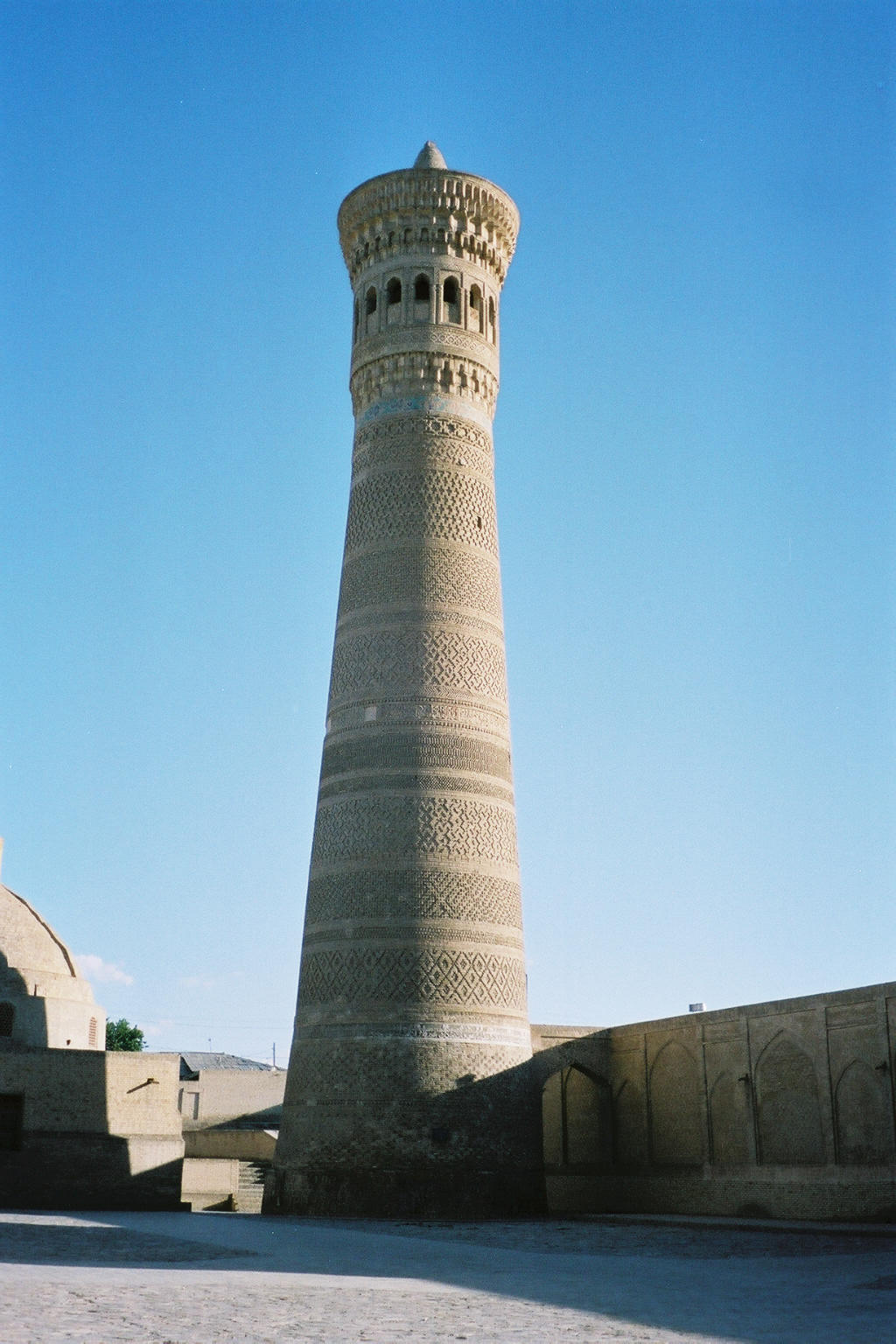
Minaret Kalon (1127) en Bujará (Uzbekistán)
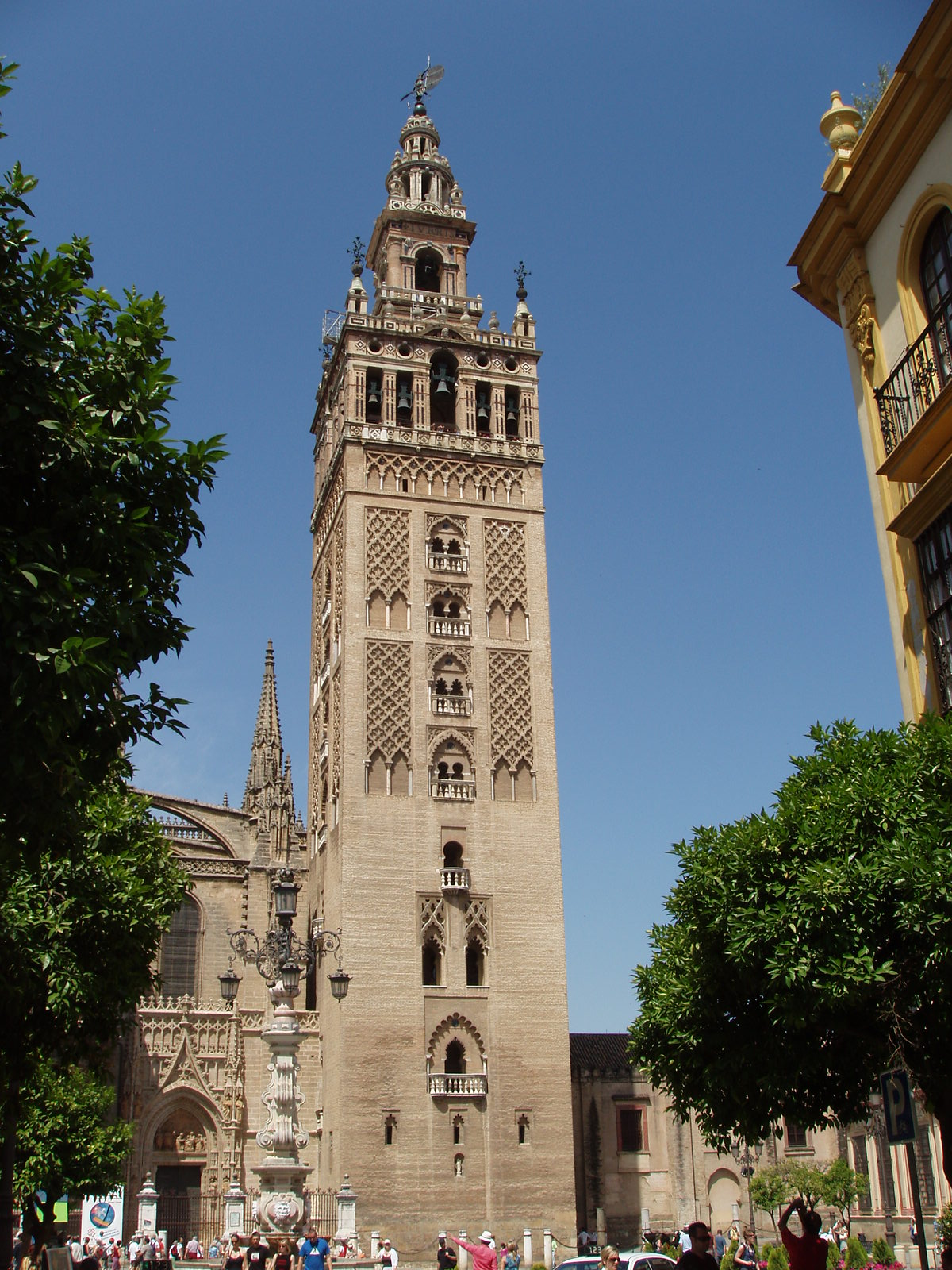
La Giralda (fin del siglo XII)
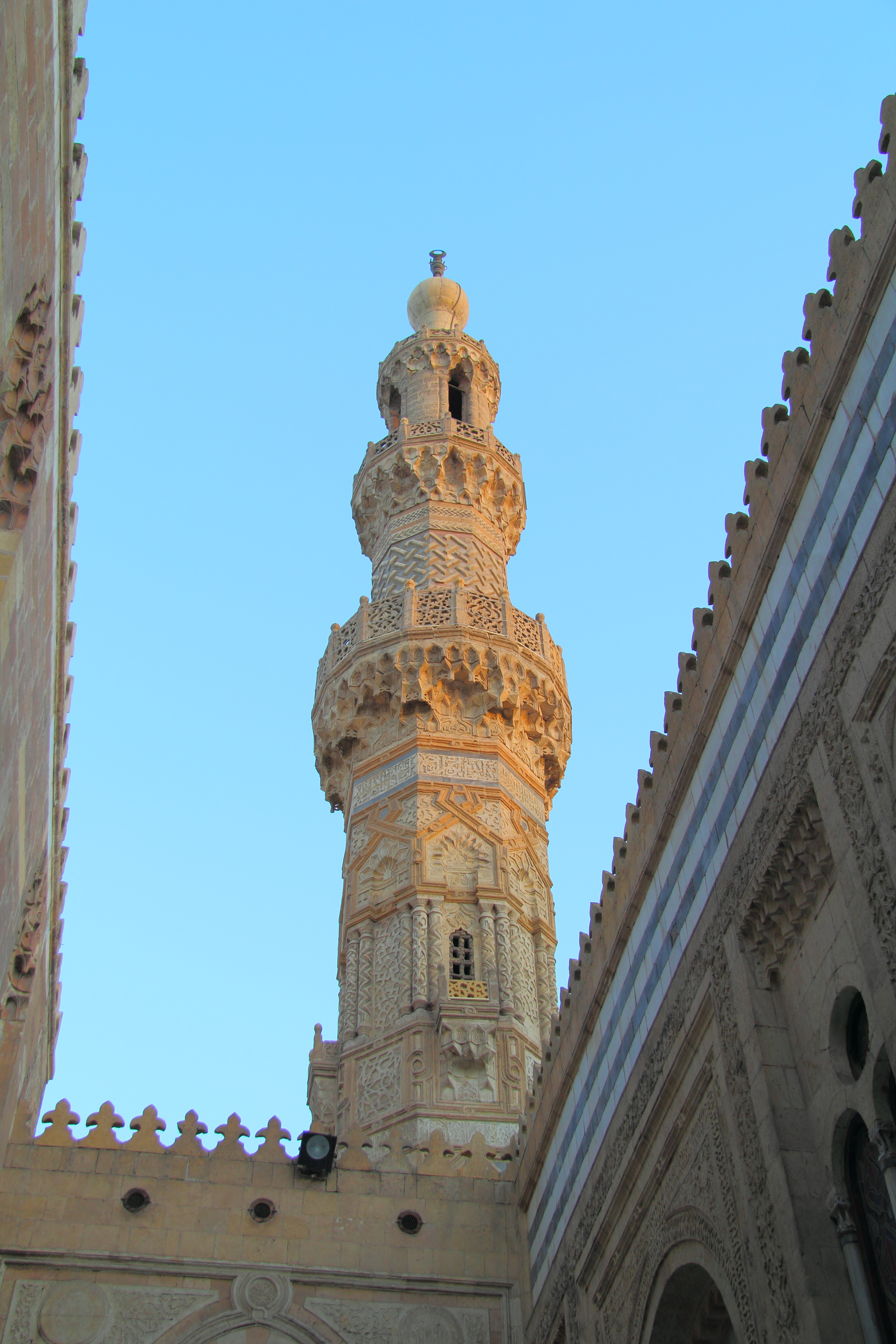
Minarete del Sultán  Qaytbay (siglo XV) en la mezquita de Al-Azhar en El Cairo
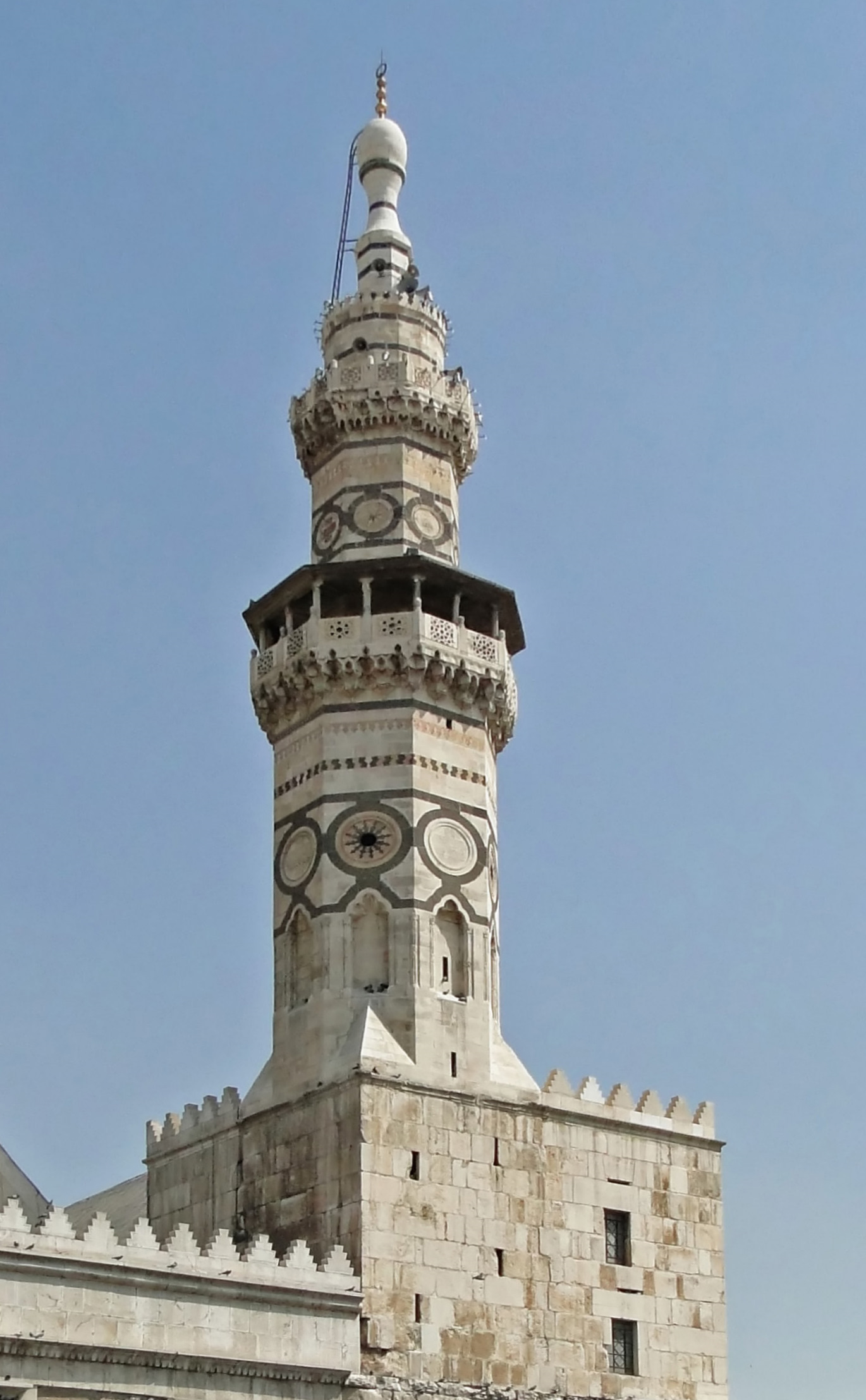
Minarete (1488) del sultán mameluco Qaitbey de la Mezquita de los Omeyas (Damasco)
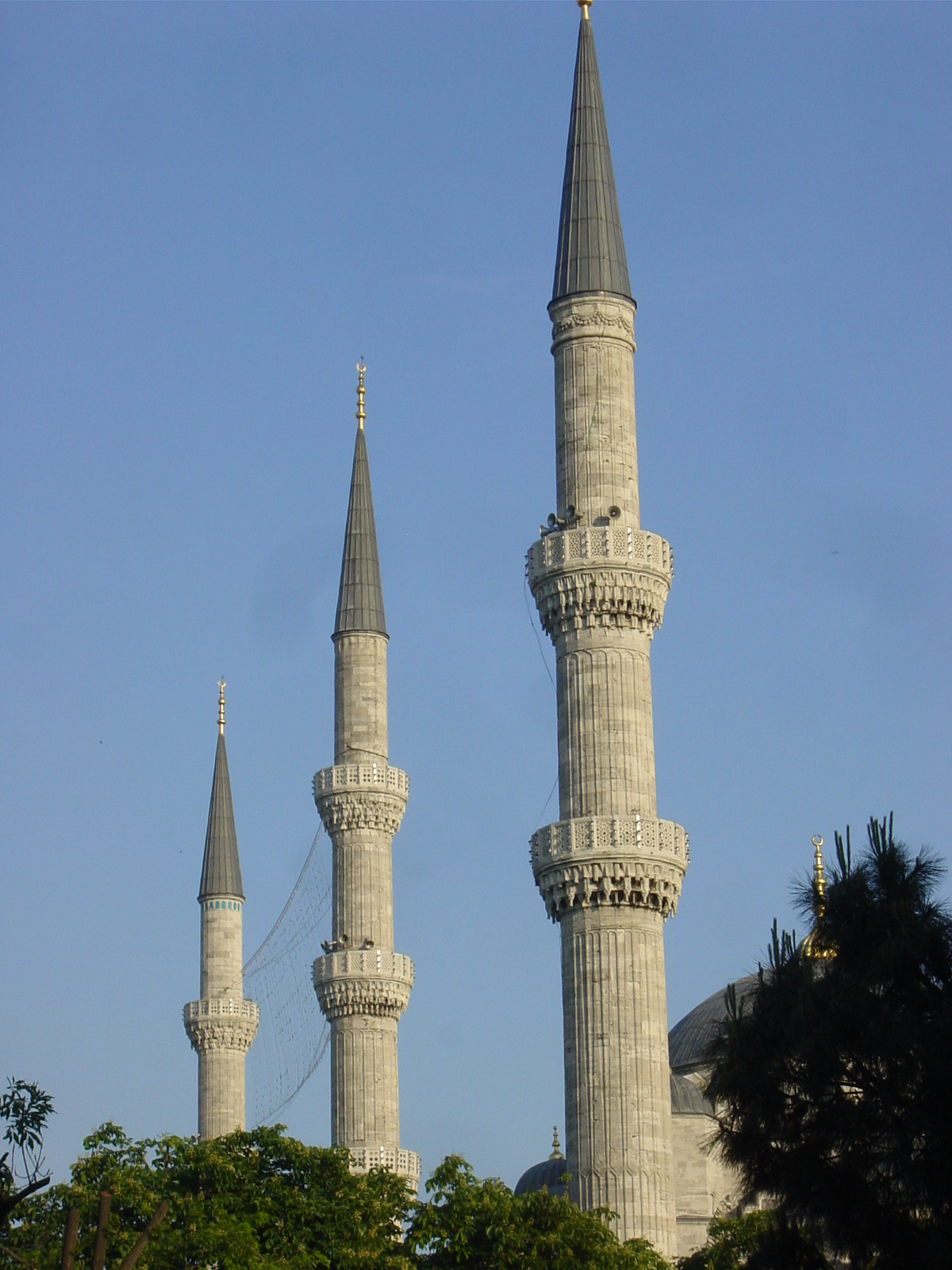
Minaretes otomanos de la mezquita del Sultán Ahmed en Estambul (principios del siglo XVII)
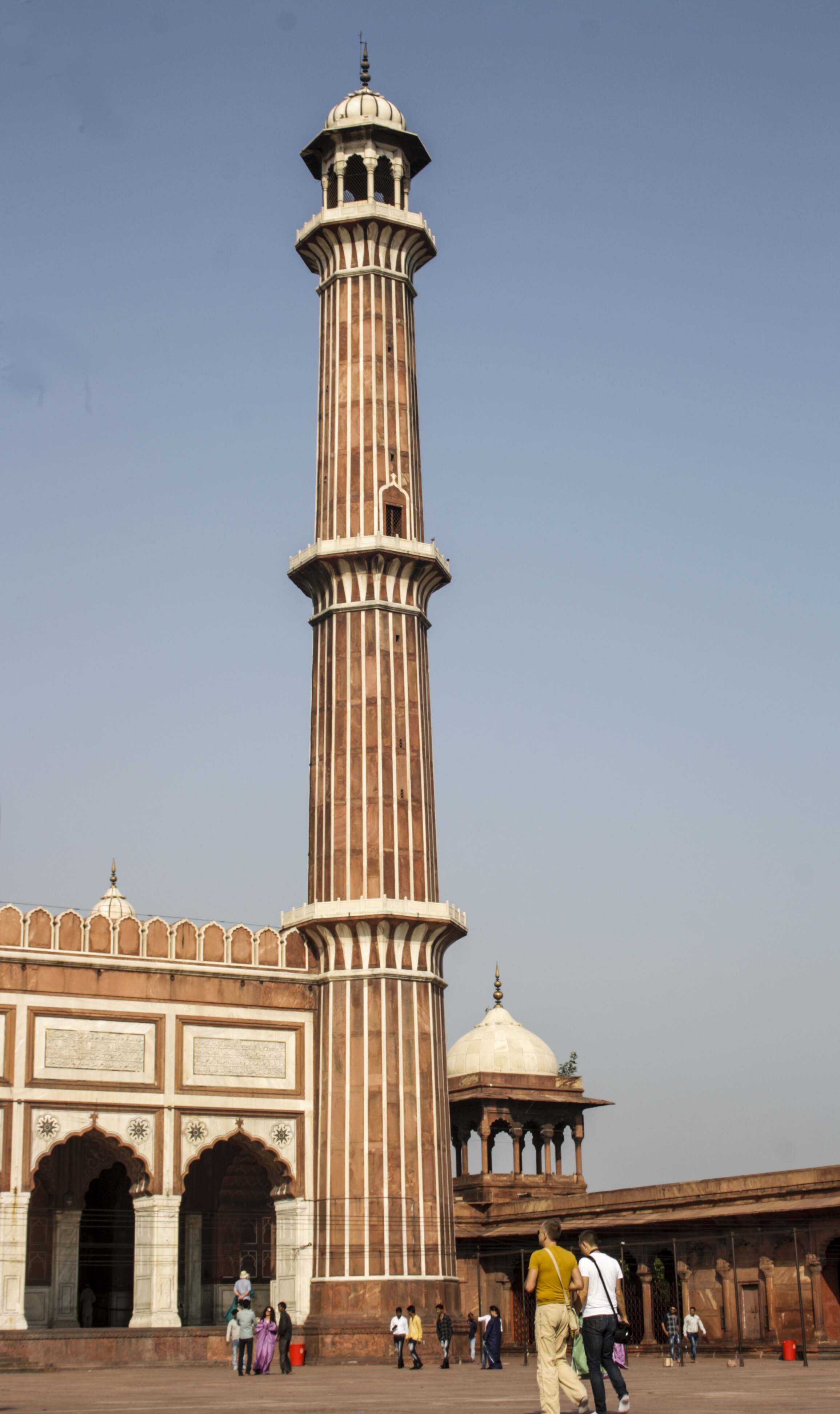
Minarete de la Mezquita Aljama en Delhi (mediados del siglo XVII)
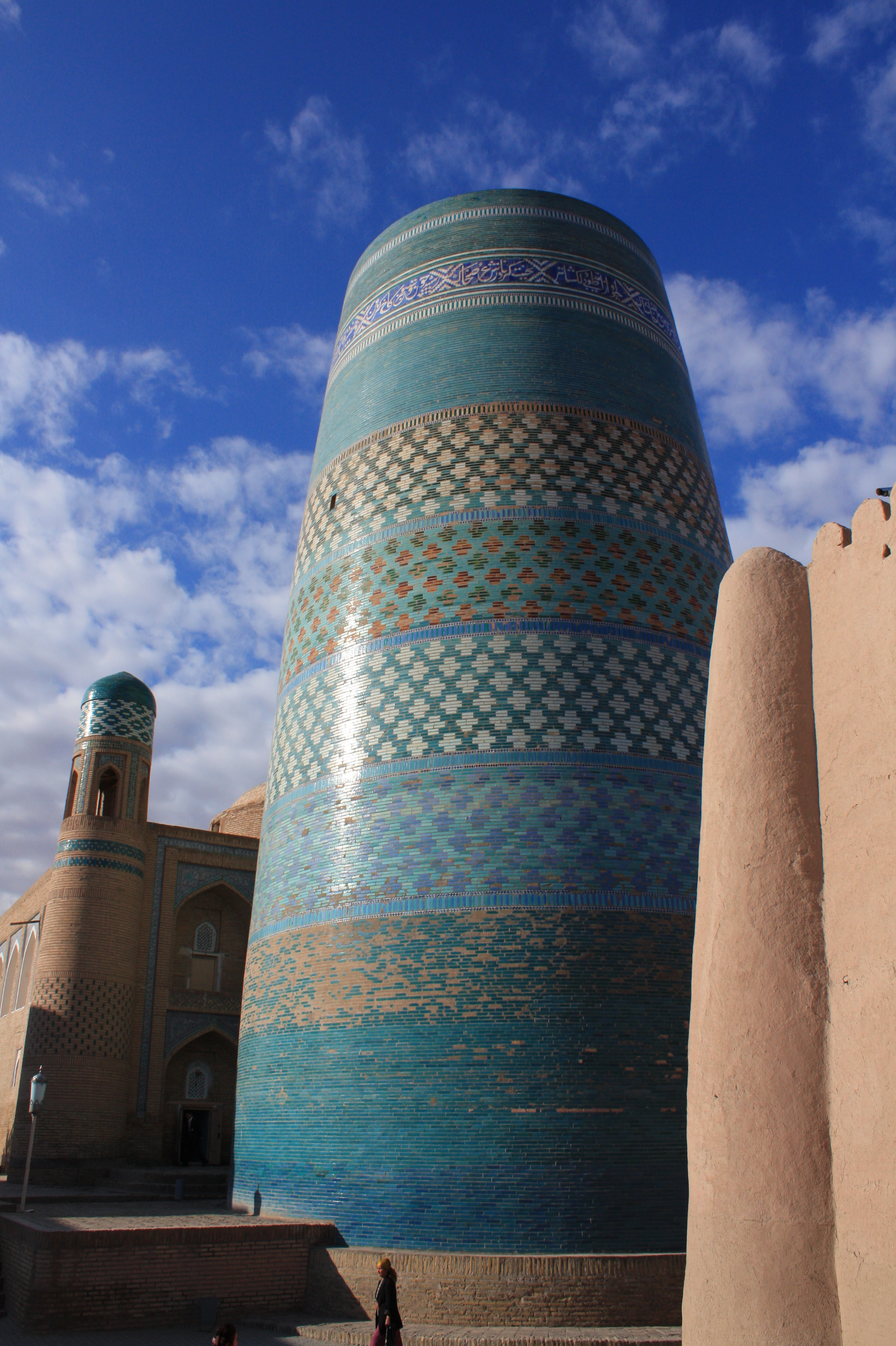
Ouzbékistan : Kalta Minor (1852) en Khiva, (Uzbekistán)

### Sahn
Un sahn (en árabe: صحن‎) es un elemento de la arquitectura islámica religiosa que consiste en un patio porticado que da acceso al Iwán donde se encuentra el sabil.
Casi todas las mezquitas —y muchas casas y otros edificios en áreas pertenecientes al mundo islámico— tienen un sahn, que se encuentra rodeado en todos sus lados por una arcada. En la arquitectura persa, el sahn dispone generalmente de un howz; es decir, una piscina simétrica, donde se realizan las abluciones. Algunos también tienen fuentes para beber.
Si el sahn está en un patio privado o en una casa tradicional, es usado para el baño, por estética, o para ambas cosas.
- El sahn en la arquitectura religiosa del Magreb: un gran sahn rodeado de arcadas  (riwāq) con columnas gemelas en la Gran Mezquita de Kairouan, Túnez.
- El sahn de la mezquita de Shah Jahan en Thatta, Pakistan
- El patio de Qasr al-Hosn, en Abu Dabi
- Saḥn del palacio de Baz Bahadur (r.1555-1562) en Mandav (Madhya Pradesh, India).

### Jardines
El corán usa el jardín como una analogía del paraíso y el islam que vino a tener una significativa influencia en el diseño de jardines. El corán tiene muchas referencias a jardines que son usados, a menudo, como analogías terrenales sobre la vida en el paraíso que se promete a los creyentes.
"Alá ha prometido a los hombres y mujeres creyentes, debajo de ríos que fluyen, para habitar en ellos, y viviendas grandes en jardines de domicilio perpetuo; y lo mejor de todo es el gran placer de Alá; ése es el logro magnífico." (Corán 9.72)
Han sobrevivido jardines islámicos en una amplia zona que se extiende desde España y Marruecos en el oeste hasta la India en el este.

### Mocárabes

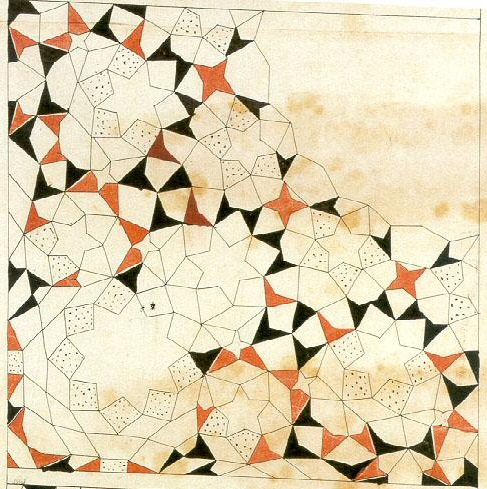
Diseño de una bóveda de cuarto de muqarnas del rollo Topkapı

Un mocárabe o muqarna es un motivo esculpido tridimensional creado por la subdivisión geométrica de una estructura abovedada en subestructuras o nichos de arco apuntados en miniatura, también conocidos como "bóvedas en panal" o "stalactitato". Se pueden hacer de diferentes materiales como piedra, ladrillo, madera o estuco. 
Los primeros monumentos que hicieron  uso de esta característica datan del siglo XI y se encuentran en Irak, África del Norte, Irán, Asia Central y Alto Egipto. Este desarrollo aparentemente casi simultáneo en regiones distantes del mundo islámico ha llevado a múltiples teorías académicas sobre su origen y cómo se extendió, con una teoría actual proponiendo que se originaron en alguna región al menos un siglo antes y luego se extendieron desde allí. Algunos de los primeros ejemplos sobrevivientes preservados in situ son las trompas tripartitas utilizadas como elementos de transición para cúpulas y semi-cúpulas, como en el Mausoleo Árabe-Ata (977-978) en Tim (Uzbekistán), el Gunbad-i Qabus (1006-1007) en el noreste de Irán, y el Duvazdah Imam Mausoleum (1037 o 1038) en Yazd. A partir del siglo XII su uso se hizo común en todo el mundo islámico y, con el tiempo, se desarrollaron diferentes estilos locales. Además de servir como trompas y pechinas, también se emplearon muqarnas para decorar cornisas, portales, mihrabs, ventanas, arcos y cúpulas enteras.

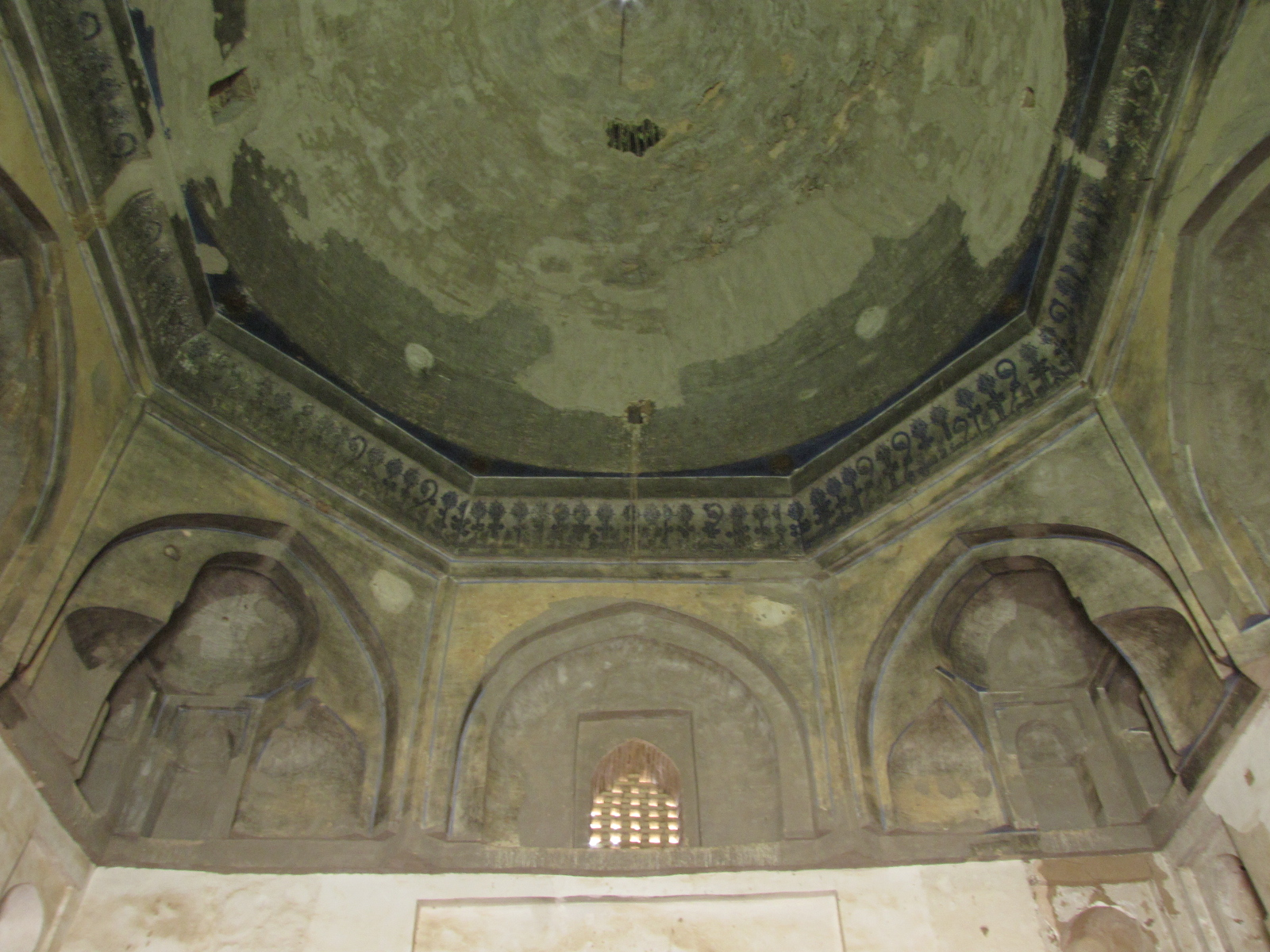
Temprano ejemplo de trompas tripartitas con muqarnas básicas bajo la cúpula del mausoleo de Duvazdah Imam en Yazd (1037-1038)
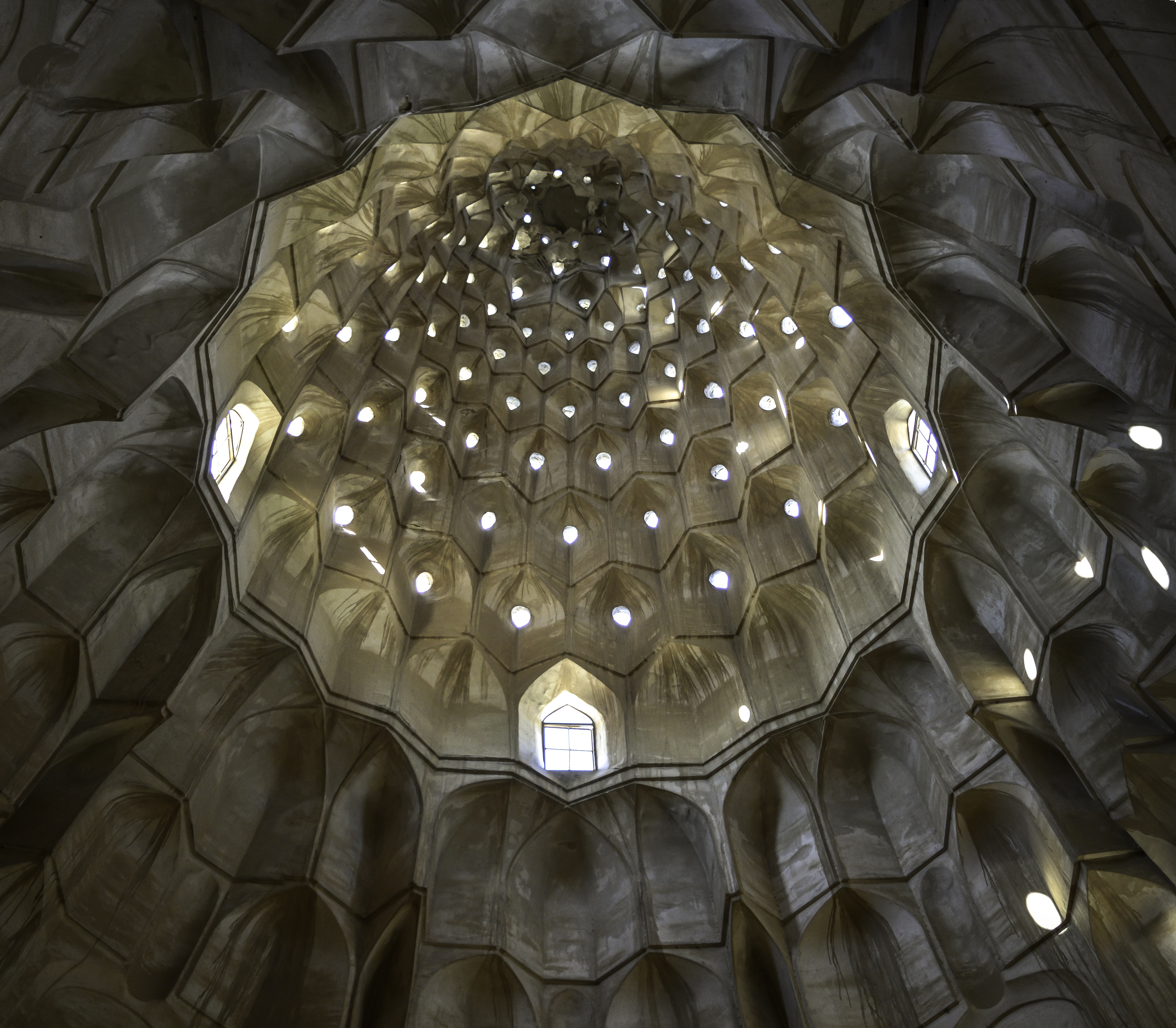
Cúpula con muqarnas en el Mausoleo de Zumurrud Khatun (antes de 1202, abasí)
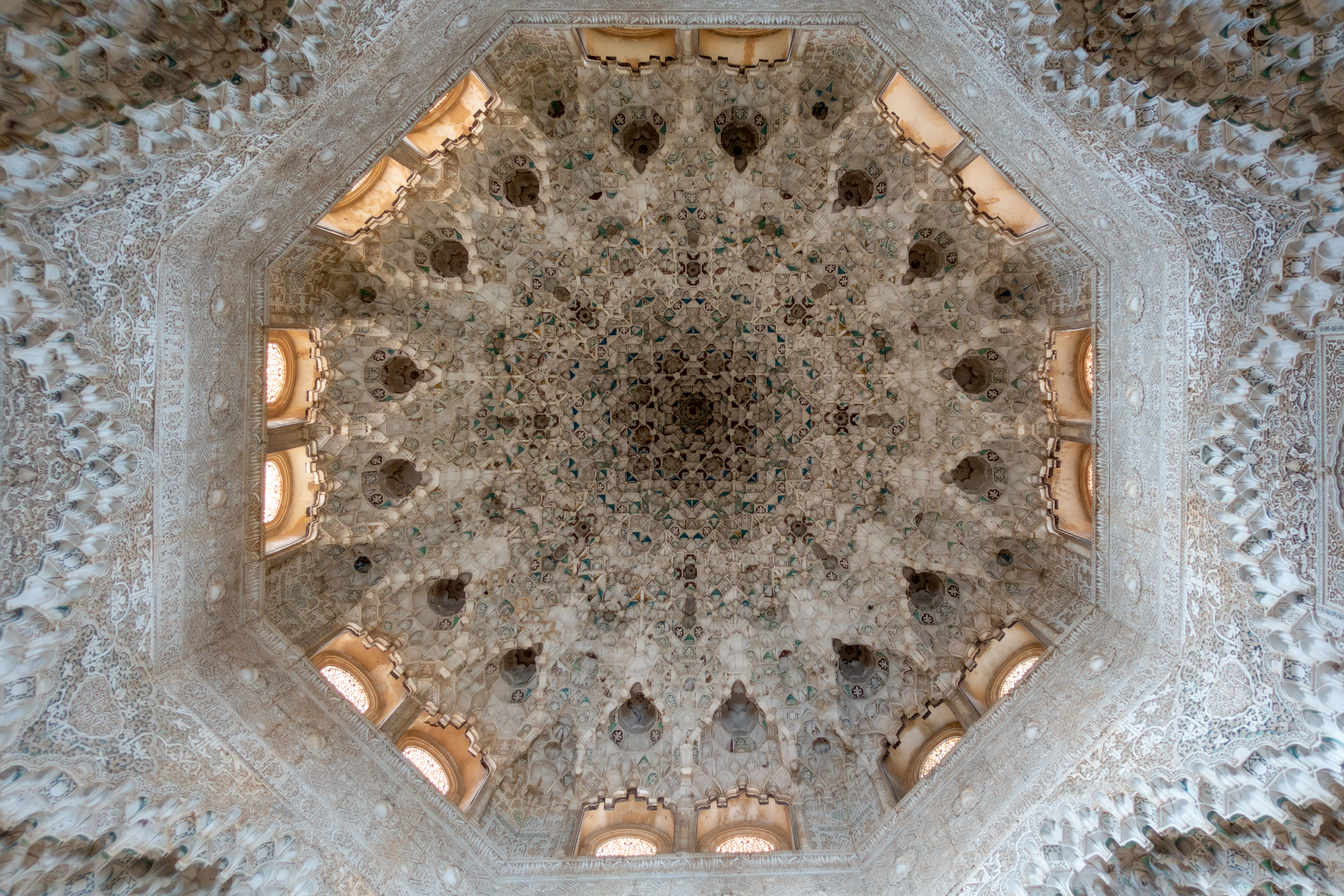
Cúpula con muqarnas en el patio de los Leones en la Alhambra, Granada (siglo XIV, época nazarí)
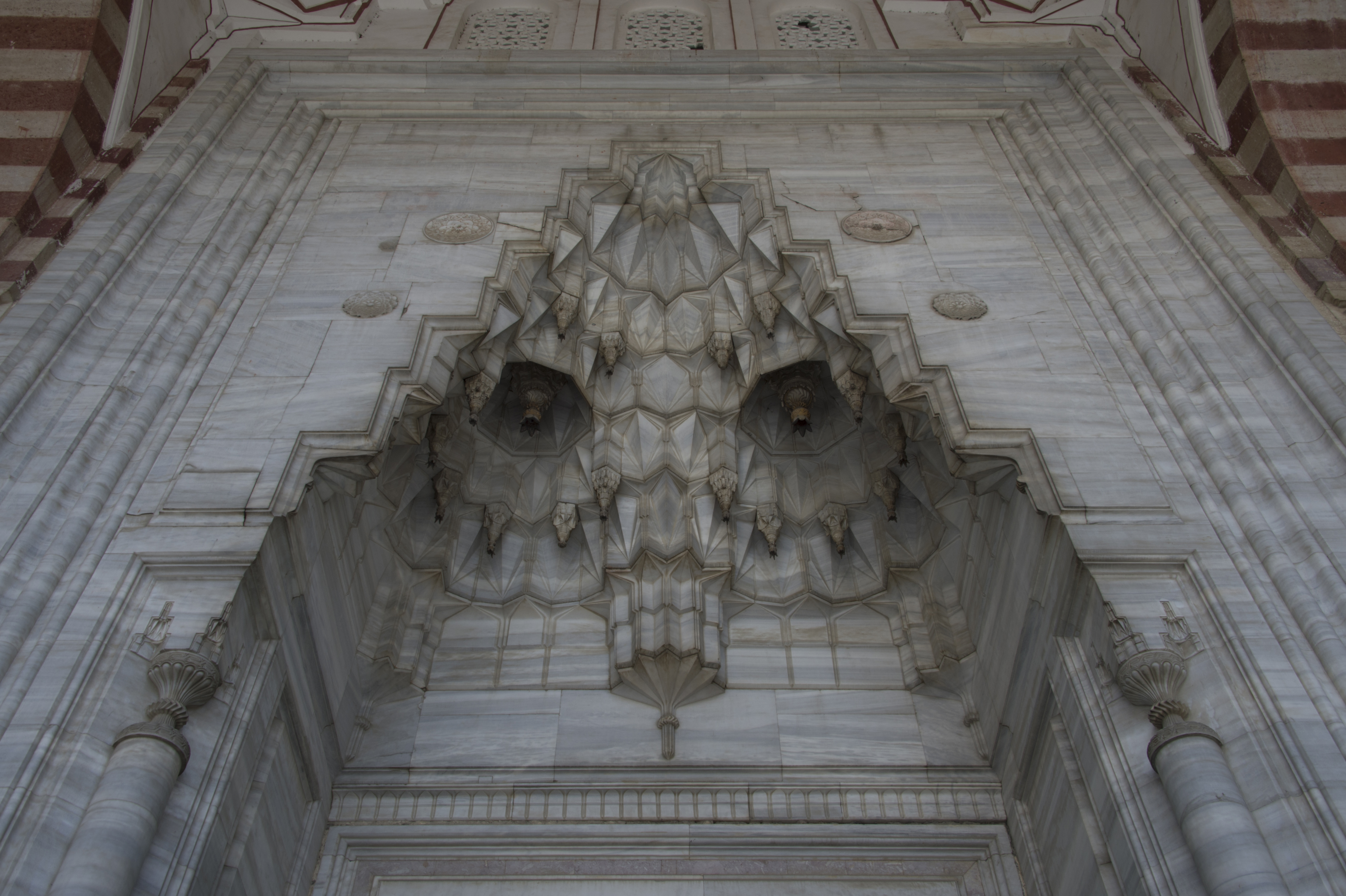
Portal de entrada con muqarnas en la mezquita de Selim en Edirne (final del siglo XVI, época otomana)
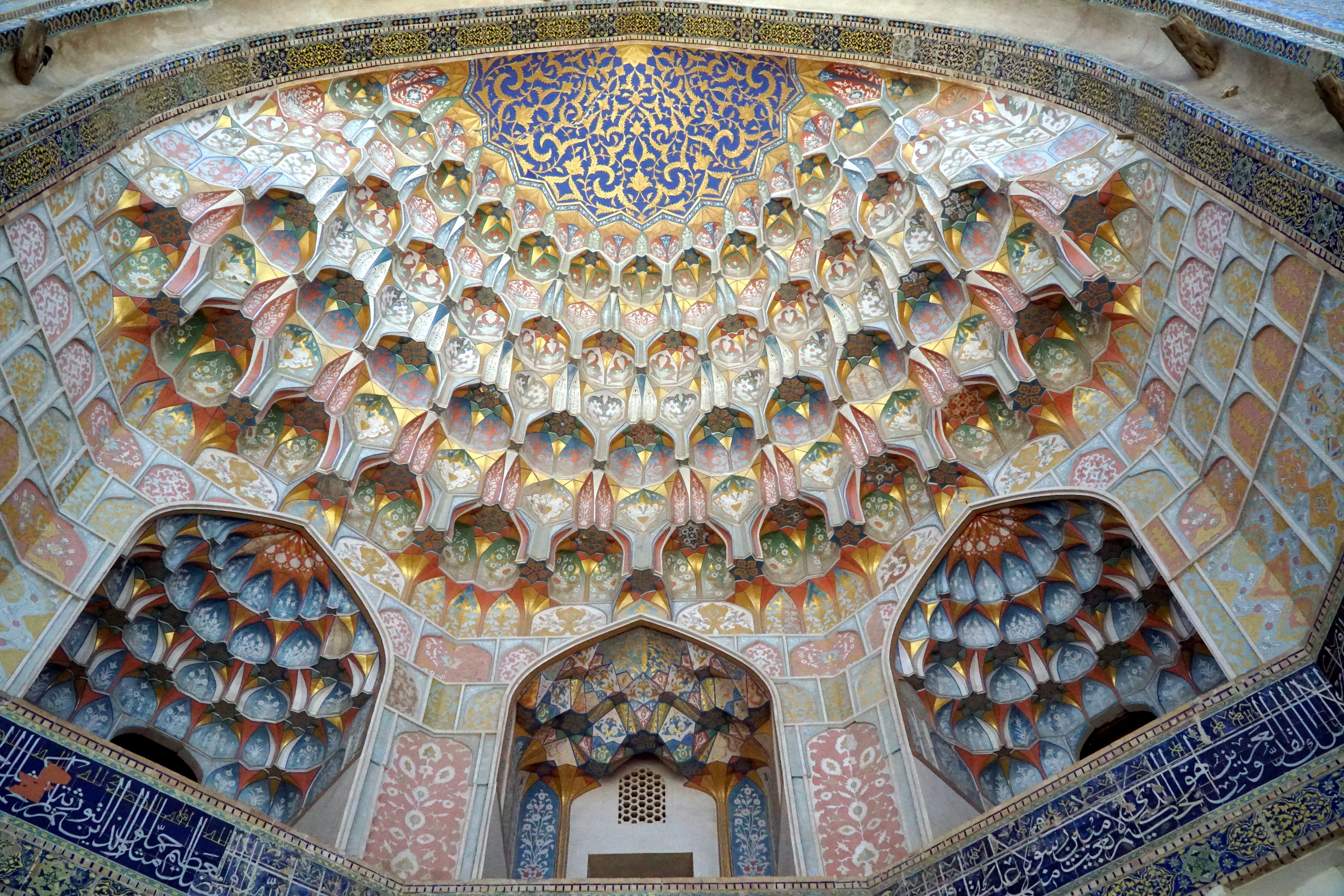
Muqarnas en el portal de entrada de la Madrasa de 'Abd al-'Aziz en Bujará (siglo XVII, kanato de Bujará)

### Arabescos
El  arabesco es un elemento del arte islámico que habitualmente se encuentra decorando las paredes de mezquitas, casas y otros edificios del mundo islámico, que consiste en la elaboración repetitiva de formas geométricas, a menudo de plantas y a veces de animales (sobre todo pájaros). Se hace en vez de emplear pinturas de humanos o animales lo que está prohibido (Haram) en el islam. La elección de que formas geométricas deben usarse y cómo  ajustarse a un determinado formato está basada en la visión islámica del mundo: para los musulmanes, tales formas, tomadas en su conjunto, constituyen un patrón infinito que se extiende más allá del mundo material visible. Para muchos en el mundo musulmán, los arabescos simbolizan el infinito, y por lo tanto una descentralización, de la naturaleza creada por un solo Dios (Alá). Además, el artista islámico realizador de los arabescos transporta una espiritualidad definida sin la iconografía del arte cristiano.
El arabesco islámico probablemente fue inventado en Bagdad alrededor del siglo X. Apareció por primera vez como un desarrollo propio y original en el arte islámico en paneles de mármol tallados en esa época. 
Lo que hace que el arabesco islámico sea único y distinto de las decoraciones vegetales de otras culturas es su correspondencia infinita y el hecho de que puede extenderse más allá de sus límites reales. El arabesco se desarrolló a partir de las tradiciones largamente establecidas de ornamentación con volutas vegetales en las culturas tomadas por las primeras conquistas islámicas. El arte islámico temprano, por ejemplo en los famosos mosaicos del siglo VIII de la Gran Mezquita de Damasco, a menudo contenía patrones de volutas vegetales, en ese caso realizados por artistas bizantinos en su estilo habitual. Las plantas más utilizadas eran versiones estilizadas del acanto, con su énfasis en las formas frondosas, y la vid, con un énfasis igual en los tallos entrelazados. La evolución de estas formas hacia un tipo islámico propio se completó hacia el siglo XI, habiendo comenzado en los siglos VIII o IX en obras como la Fachada de Mushatta. Durante este desarrollo, las formas vegetales se fueron simplificando y estilizando cada vez más.  Los relativamente abundantes restos de relieves de estuco  de los muros de palacios (pero no de mezquitas) en la Samarra abasí, capital islámica entre 836 y 892, ofrecen ejemplos de tres estilos: A, B y C, aunque más de uno puede aparecer en el mismo muro y su secuencia cronológica es incierta.
Aunque el esquema general del proceso es generalmente aceptado, existe una considerable diversidad de puntos de vista sostenidos por académicos especialistas sobre cuestiones detalladas relativas al desarrollo, la categorización y el significado del arabesco. El estudio detallado de las formas arabescas islámicas fue iniciado por Alois Riegl en su estudio formalista  Stilfragen: Grundlegungen zu einer Geschichte der Ornamentik [Problemas de estilo: fundamentos para una historia del ornamento] de 1893, quien en el proceso desarrolló su influyente concepto de Kunstwollen. Riegl trazó la continuidad y el desarrollo formalista en formas vegetales decorativas desde el arte del antiguo Egipto y otras civilizaciones antiguas del Cercano Oriente a través del mundo clásico hasta el arabesco islámico. Aunque el Kunstwollen tiene pocos seguidores hoy en día, su análisis básico del desarrollo de las formas ha sido confirmado y refinado por el corpus más amplio de ejemplos conocidos hoy en día. Jessica Rawson  ha ampliado recientemente el análisis para cubrir el arte chino, que Riegl no analizó, rastreando muchos elementos de la decoración china hasta la misma tradición, y el trasfondo compartido ayudó a que la asimilación de los motivos chinos en el arte persa después de la invasión mongol fuera armoniosa y productiva.
Muchos patrones arabescos desaparecen en (o "debajo", como suele parecer al observador) un borde del marco sin fin, por lo que pueden considerarse infinitamente extensibles más allá del espacio que realmente ocupan. Esta fue sin duda una característica distintiva de la forma islámica, aunque con precedentes. La mayor parte de la decoración de follaje en las culturas anteriores, aunque no toda, terminaba en el borde del espacio ocupado, aunque los patrones de follaje infinitamente repetibles son muy comunes en el mundo moderno en papel pintado y textiles.
Por lo general, en las formas más antiguas no se busca el realismo; no se imita ninguna especie vegetal en particular, y las formas suelen ser botánicamente imposibles o inverosímiles. Las formas de "hoja" suelen surgir lateralmente del tallo, en lo que suele denominarse «media palmeta», llamada así por su ancestro lejano y de aspecto muy diferente en la ornamentación del antiguo Egipto y la Antigua Grecia. Los tallos nuevos surgen de las puntas de las hojas, un tipo a menudo llamado madreselva, y los tallos a menudo carecen de puntas, serpenteando sin fin. La fachada de Mshatta primitiva es reconocible como una especie de parra, con hojas convencionales en el extremo de tallos cortos y racimos de uvas o bayas, pero las formas posteriores suelen carecer de estos. Las flores fueron raras hasta aproximadamente el año 1500, fecha en la que aparecen con mayor frecuencia, especialmente en el arte otomano, y suelen identificarse por su especie. En el arte otomano, las hojas grandes y plumosas llamadas saz se hicieron muy populares y se elaboraban en dibujos que mostraban solo una o más hojas grandes. Con el tiempo, la decoración floral, derivada en su mayoría de los estilos chinos, especialmente los de la porcelana china, sustituyó al arabesco en muchos tipos de trabajos, como la cerámica, los textiles y las miniaturas.
- Fachada del palacio de Mshatta, Jordania, c. 740, actualmente en el Museo de Pérgamo (Berlin)
- Píxide de Al-Mughira, siglo X, en el  Louvre
- Panel con cabezas de caballos, siglo XI, en el Museo Metropolitano de Arte,Nueva York
- Panel de azulejos de Iznik con flores, 1550-1600,en el Louvre
- Azulejo de Iznik, 1560,  en el Museo de Arte Islámico de Doha, Qatar

### Caligrafía
La caligrafía árabe está asociada con el arte geométrico islámico del arabesco en las paredes y también en los techos de las mezquitas así como en los textos escritos. Muchos artistas contemporáneos en el mundo islámico dibujan basándose en la herencia de la caligrafía árabe para utilizar inscripciones y abstracciones caligráficas en su trabajo.
El árabe engloba en un solo término (jatt) las nociones de escritura y las de caligrafía, hecho que se explica por el carácter sagrado de una lengua que es la del Sagrado Corán. Pocas civilizaciones han llevado el arte de la caligrafía a un rango tan elevado como lo han hecho los musulmanes.
En vez de expresar algo relacionado con la realidad usando palabras habladas, la caligrafía para los musulmanes es una expresión visible del arte más alto de todos, el arte del mundo espiritual. La caligrafía ha comenzado a ser la más venerada forma de arte islámico porque constituye un enlace entre la lengua de los musulmanes y su religión. El libro sagrado del islam, el Corán, ha jugado un papel muy importante en el desarrollo y evolución de la lengua árabe, y por extensión, en la forma de escribir el alfabeto árabe, es decir, en su caligrafía. Proverbios y amplios pasajes del Corán siguen siendo las fuentes más usadas por la caligrafía islámica.

### Luz
La luz representa a Dios en la religión islámica. Simboliza el esplendor de la fe.
En el Corán se observa el siguiente pasaje:

35. Alá es la Luz de los cielos y de la tierra. Su Luz es comparable a una hornacina en la que hay un pabilo encendido. El pabilo está en un recipiente de vidrio, que es como si fuera una estrella fulgurante. Se enciende de un árbol bendito, un olivo, que no es del Oriente ni del Occidente, y cuyo aceite casi alumbra aun sin haber sido tocado por el fuego. ¡Luz sobre Luz! Alá dirige a Su Luz a quien Él quiere.

En Islam, la palabra nur significa la luz de Dios.  Según esta religión, Alá considera a todos los hombres iguales. Nada tiene que llamar la atención sobre lo otro. 
Por esta razón, la luz tiene que repartirse uniformemente por las sala de oración.  Es un elemento que crea la atmósfera de recogimiento para el encuentro de los fieles con su Dios. 
El espacio solo debe de estar lo suficientemente iluminado para crear un sensación de sosiego que amaine y disuelva las tensiones.
Por otro lado, el islam se expandió sustancialmente por países con climas extremadamente cálidos. Consecuentemente, los musulmanes buscan evitar el acceso directo de los rayos solares. Tenían que buscar una solución que les permitiera combatir el calor e iluminar el espacio interior, sin impedir la ventilación, pero al mismo tiempo garantizando la intimidad. La respuesta la encontraron en el uso de las "pantallas".

## Elementos del estilo islámico
La arquitectura islámica puede ser identificada por los siguientes elementos de diseño, que se imitaron de la primera mezquita construida por Mahoma en Medina, así como otras características que se adaptaron de construcciones preislámicas como iglesias, templos y sinagogas. La arquitectura Bizantina tuvo una gran influencia en la arquitectura islámica temprana con sus arcos redondos, cámaras acorazadas y bóvedas característicos.
- Patios grandes combinados a menudo con un pasillo central para el rezo (originalmente una característica de Masjid al-Nabawi).
- Minaretes o torres (éstos fueron utilizados originalmente como atalayas-antorcha, una especie de faros, según lo visto en la Gran Mezquita de Damasco; por lo tanto surge de la derivación de la palabra árabe nur, significando "luz").
- Mihrab u hornacina inmerso dentro del muro indicando la dirección a la Meca. Esto se pudo haber derivado de usos previos de las hornacionas para el ajuste de las volutas del Torá en las sinagogas judías o en el haikal de las iglesias coptas.
- Bóvedas y cúpulas (ver: La cúpula en el islam e Historia de las cúpulas medievales árabes y de Europa occidental e Historia de las cúpulas persas)
- Iwanes colocados entre diversas secciones para dividirlas.
- El uso de la forma geométrica y el arte de la repetición (arabescos).
- El uso caligrafía árabe para decorar en vez de pinturas que estaban prohibidas (haram) en la arquitectura de las mezquitas. Hay que observar que en la arquitectura secular, los cuadros estaban de hecho presentes.
- La fuente de abluciones (a menudo usada como área para el wudu de los musulmanes).
- El uso de colores brillantes.
- Focalización tanto del espacio interior como del exterior de las construcciones.

## Diferencias entre la arquitectura islámica y la arquitectura persa
Como la de otras naciones que se convirtieron en parte del reino islámico, la arquitectura persa no debe ser confundida con arquitectura islámica y no se refiere ampliamente a los estilos arquitectónicos a través del mundo islámico. La arquitectura islámica, por lo tanto, no incluye directamente referencias a los estilos persas existentes antes de la llegada de islam. La arquitectura persa, como la de otras naciones, es anterior a la arquitectura islámica y se puede entender correctamente como influencia importante en la arquitectura islámica total así como en aquella rama de la arquitectura islámica que surge desde la introducción del islam en Persia. La arquitectura islámica se puede clasificar según la cronología, la geografía, y la tipología del edificio.